# Londres
Londres (en inglés: Londonⓘ, /'lʲʌndən̩/) es la capital y mayor ciudad de Inglaterra y de Reino Unido. Ubicada a orillas del río Támesis, Londres ha sido un importante asentamiento humano desde que fue fundada por los romanos con el nombre de Londinium hace casi dos milenios. El núcleo antiguo de la urbe, la City de Londres, conserva básicamente su perímetro medieval de una milla cuadrada. Desde el siglo XIX el nombre «Londres» también hace referencia a toda la metrópolis desarrollada alrededor de este núcleo. El grueso de esta conurbación constituye la región de Londres y el área administrativa del Gran Londres, gobernado por el alcalde y la asamblea de Londres.
Londres es una ciudad global, uno de los centros neurálgicos en el ámbito de las artes, el comercio, la educación, el entretenimiento, la moda, las finanzas, los medios de comunicación, la investigación, el turismo o el transporte. Es el principal centro financiero del mundo junto con Nueva York. Con un PIB de 801 660 millones de euros en 2017, es la economía urbana más grande de Europa.
Londres es también una capital cultural mundial, la ciudad más visitada considerando el número de visitas internacionales y tiene el mayor sistema aeroportuario del mundo según el tráfico de pasajeros. Asimismo, las cuarenta y tres universidades de la ciudad conforman la mayor concentración de centros de estudios superiores de toda Europa. En el año 2012 Londres se convirtió en la única ciudad en albergar la celebración de tres Juegos Olímpicos de Verano.
En esta ciudad convive gente de un gran número de culturas que hablan más de trescientos idiomas distintos. La Autoridad del Gran Londres estima que en 2015 la ciudad tiene 8.63 millones de habitantes, que supone el 12.5 % del total de habitantes de Reino Unido. El área urbana del Gran Londres, con 10.47 millones de habitantes, es la segunda más grande de Europa, pero su área metropolitana, con una población estimada de entre doce y catorce millones, es la mayor del continente. Desde 1831 a 1925 Londres, como capital del Imperio británico, fue la ciudad más poblada del mundo.
Londres cuenta con cuatro enclaves declarados Patrimonio de la Humanidad: la Torre de Londres, el Real Jardín Botánico de Kew, el sitio formado por el Palacio, la Abadía de Westminster, la Iglesia de Santa Margarita y Greenwich (donde se encuentra el Real Observatorio que marca el meridiano de Greenwich y el tiempo medio). Otros lugares famosos de la ciudad son el Palacio de Buckingham, el London Eye, Piccadilly Circus, la Catedral de San Pablo, el Puente de la Torre o Trafalgar Square. Londres cuenta también con numerosos museos, galerías de arte, bibliotecas, eventos deportivos y otras instituciones culturales como el Museo Británico, la National Gallery, la Tate Modern, la Biblioteca Británica y los cuarenta teatros del West End. El metro de Londres, que en 2013 cumplió ciento cincuenta años, es el más antiguo del mundo.

## Etimología

El nombre Londres podría derivar del río Támesis.

La etimología de Londres es incierta. Es un topónimo muy antiguo que aparece en fuentes del siglo II d. C. Hacia el 121 d. C. aparece citada como Londinium, término que apunta a un origen britanorromano del asentamiento. El primer intento de aclaración, hoy descartado, se atribuye a Godofredo de Monmouth, quien en su Historia Regum Britanniae sostenía que el topónimo provenía de un tal rey Lud que supuestamente tomó la ciudad y la nombró Kaerlud.
Desde 1898, se aceptó comúnmente que el topónimo tenía origen celta y significaba lugar perteneciente a un hombre llamado *Londinos, pero esta explicación también ha sido rechazada. En 1998, Richard Coates propuso la explicación de que el nombre proviene del hidrónimo del antiguo europeo *(p)lowonida, que significa «río demasiado ancho para vadearlo», y sugirió que era un nombre que se daba al tramo del río Támesis a su paso por Londres. De este topónimo derivaría su forma céltica, *Lowonidonjon, aunque la transformación de la palabra es demasiado grande. La dificultad es conciliar el nombre latino, Londinium, con el que se le da en el idioma galés moderno, Llundain.
No se puede descartar la posibilidad de que este nombre galés se tomara prestado del inglés en tiempos posteriores y por tanto no pueda ser tomado como referencia para la reconstrucción del nombre original de la ciudad. Oficialmente, hasta 1889 el nombre Londres solo se aplicó a la City, pero desde entonces se refiere también al condado de Londres y al Gran Londres.

## Historia

### Prehistoria
Dos descubrimientos recientes indican que Londres pudo estar habitada en la prehistoria. En 1999 se hallaron restos de un puente de la Edad del Bronce en la orilla norte del puente de Vauxhall. Este antiguo puente bien pudo cruzar el Támesis o dar acceso a una isla hoy desaparecida en el centro del río. La dendrología data los maderos encontrados en torno al 1500 a. C. En 2010 se encontraron también en la orilla del Támesis, al sur del puente Vauxhall, los cimientos de una gran estructura de madera fechada hacia el 4500 a. C., aunque la función de esta obra mesolítica es desconocida. Ambos yacimientos están en la orilla sur del río, en una encrucijada natural donde el río Effra desemboca en el Támesis.

### Edad Antigua

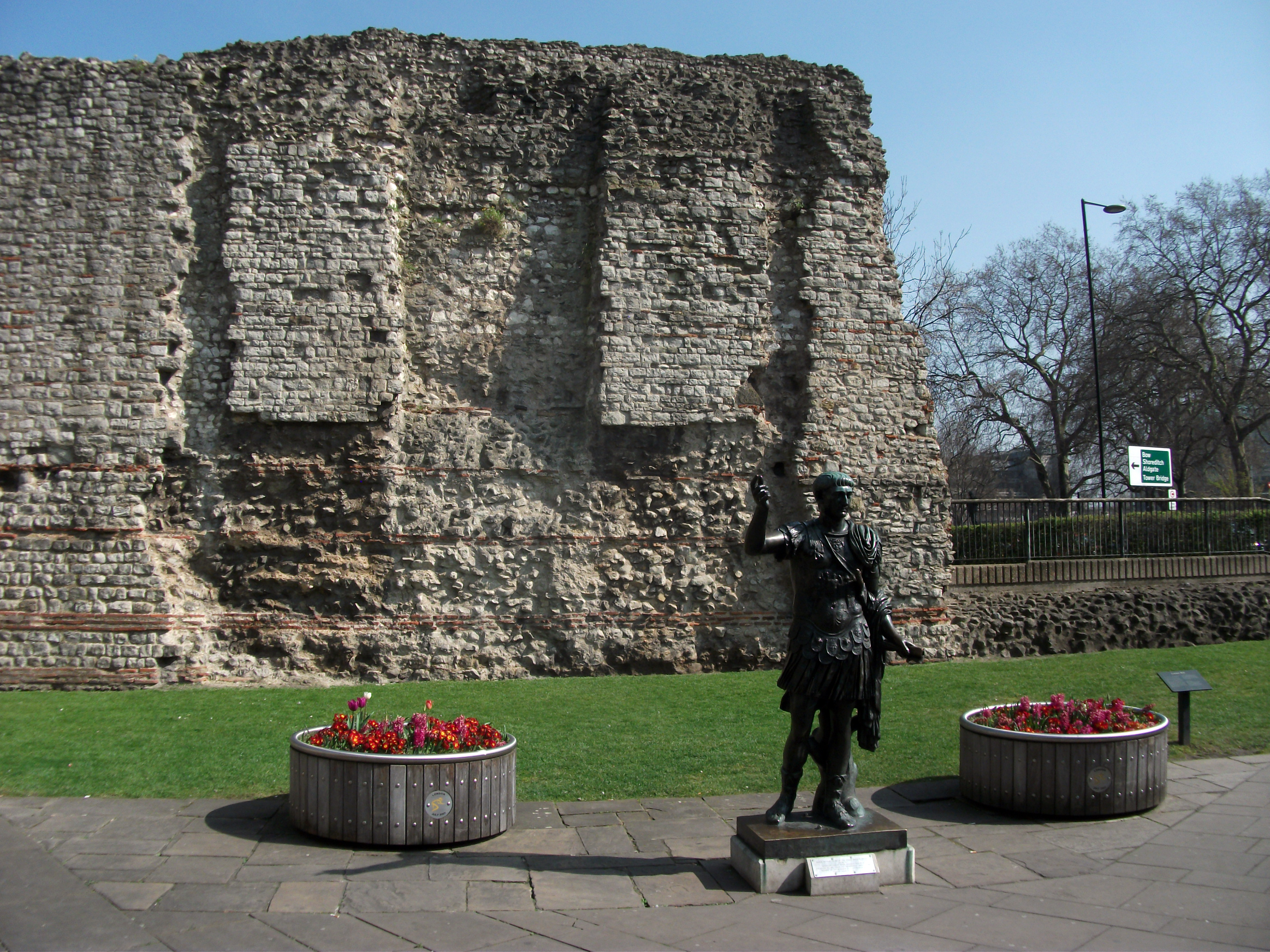
Estatua del emperador Trajano frente a los restos de una muralla de época romana en Tower Hill, Londres.

Aunque se han hallado restos de asentamientos britanos en la zona, la primera población fue fundada por los romanos en el año 43 d. C. Sin embargo, solo diecisiete años después, en el año 61, la tribu de los icenos de la reina Boudica asaltó y quemó la colonia romana. La ciudad reconstruida pronto prosperó y en el año 100 sucedió a Colchester como capital de la provincia romana de Britania. En su apogeo bajo gobierno latino durante el siglo II d. C., Londinium alcanzó una población de unas sesenta mil personas.

### Edad Media

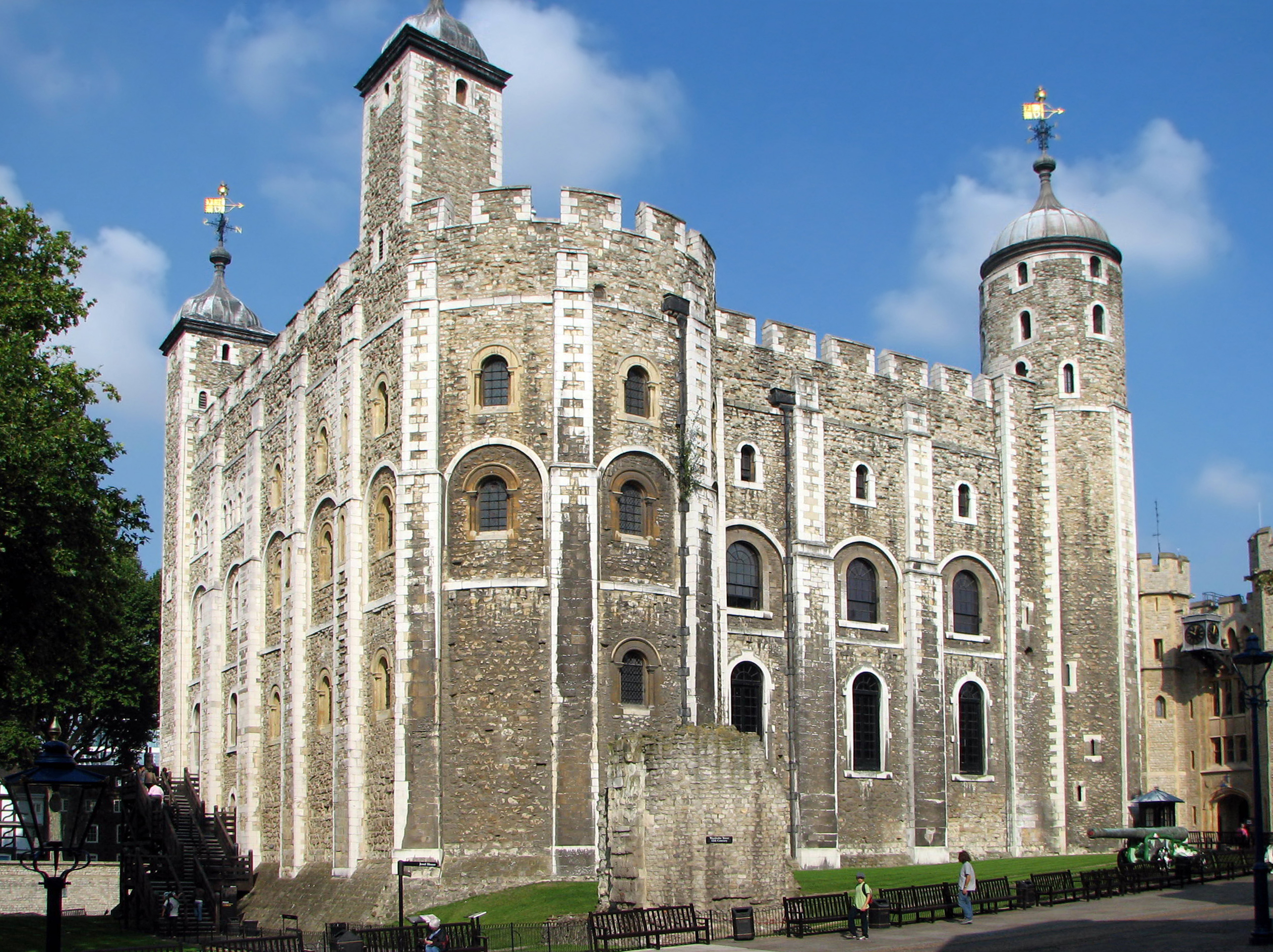
La Torre de Londres, mandada construir en el siglo XI por Guillermo el Conquistador.

Con el colapso del poder romano en el siglo V d. C. Londinium dejó de ser una capital y fue abandonada. Sin embargo, hacia el año 500 un asentamiento anglosajón llamado Lundenwic se desarrolló hacia el oeste de la colonia romana, cerca de lo que hoy es Covent Garden y la calle Strand, y alcanzó una población de entre diez y doce mil habitantes. Hacia el año 680 es probable que existiera un puerto importante en la desembocadura del río Fleet, aunque se conservan pocas evidencias materiales del mismo. A partir del 820 la ciudad decayó por culpa de los repetidos ataques vikingos, los cuales obligaron a sus habitantes a trasladarse aguas arriba, al lugar de la antigua colonia romana con la finalidad de aprovecharse de la protección de sus murallas.
Las incursiones vikingas se incrementaron hasta el año 886, cuando el rey Alfredo el Grande reconquistó Londres y firmó la paz con el líder de los vikingos daneses, Guthrum. La Crónica anglosajona recoge que Alfredo el Grande «refundó» Londres en 886. La investigación arqueológica ha corroborado que esto significó el abandono de Lundenwic y un renacimiento de la vida y el comercio dentro de los viejos muros de la Londinium romana, especialmente notable a partir de 950. La ciudad sajona Lundenwic pasó a llamarse Ealdwic («Ciudad Vieja»), un topónimo que ha sobrevivido hasta la actualidad como Aldwych, que es la moderna Ciudad de Westminster.
Tras la unificación del reino de Inglaterra en el siglo X, Londres, que era la ciudad más grande del reino y su centro de comercio más importante, comenzó a adquirir relevancia como centro político, aunque todavía debía hacer frente a la competencia que le planteaba Winchester, la capital de la Inglaterra anglosajona y centro tradicional del reino de Wessex. En el siglo XI el rey Eduardo el Confesor refundó y reconstruyó la Abadía de Westminster al tiempo que la ciudad de Westminster, a poca distancia río arriba de Londres, se convirtió en la principal residencia real. De ahí en adelante Westminster suplantó a la propia City de Londres como centro del gobierno nacional.

Mapa de Londres hacia 1300, cuando la ciudad seguía confinada dentro de la muralla romana.

Tras su victoria en la batalla de Hastings, Guillermo, duque de Normandía, fue coronado rey de Inglaterra en la recién acabada Abadía de Westminster el día de Navidad de 1066. Guillermo ordenó levantar la Torre de Londres en el extremo sureste de la ciudad, primero de los muchos castillos normandos construidos en Inglaterra para afianzar el poder de los conquistadores. En 1097 Guillermo II comenzó la construcción del Salón de Westminster junto a la abadía del mismo nombre. Este salón sería el núcleo del nuevo Palacio de Westminster.
Durante el siglo XII, las instituciones del gobierno central, que hasta entonces habían acompañado a la corte en sus desplazamientos por todo el reino, crecieron en tamaño y sofisticación y comenzaron a permanecer en un lugar. En la mayoría de los casos este lugar fue Westminster, aunque el tesoro real fue trasladado desde Winchester a la Torre de Londres. Mientras que la ciudad de Westminster se desarrolló como una verdadera capital en términos de gobierno, su vecina City de Londres siguió siendo la ciudad más grande y principal centro de comercio de Inglaterra gracias al florecimiento experimentado bajo su administración única, la Corporación de Londres. Si hacia 1100 la población londinense rondaba los dieciocho mil, en 1300 este número se había incrementado hasta casi cien mil. A mediados del siglo XIV la Peste Negra asoló Londres y se cobró la vida de un tercio de sus habitantes. Poco después, en 1381, Londres fue el centro de la insurrección popular conocida como Rebelión de Wat Tyler.

### Edad Moderna

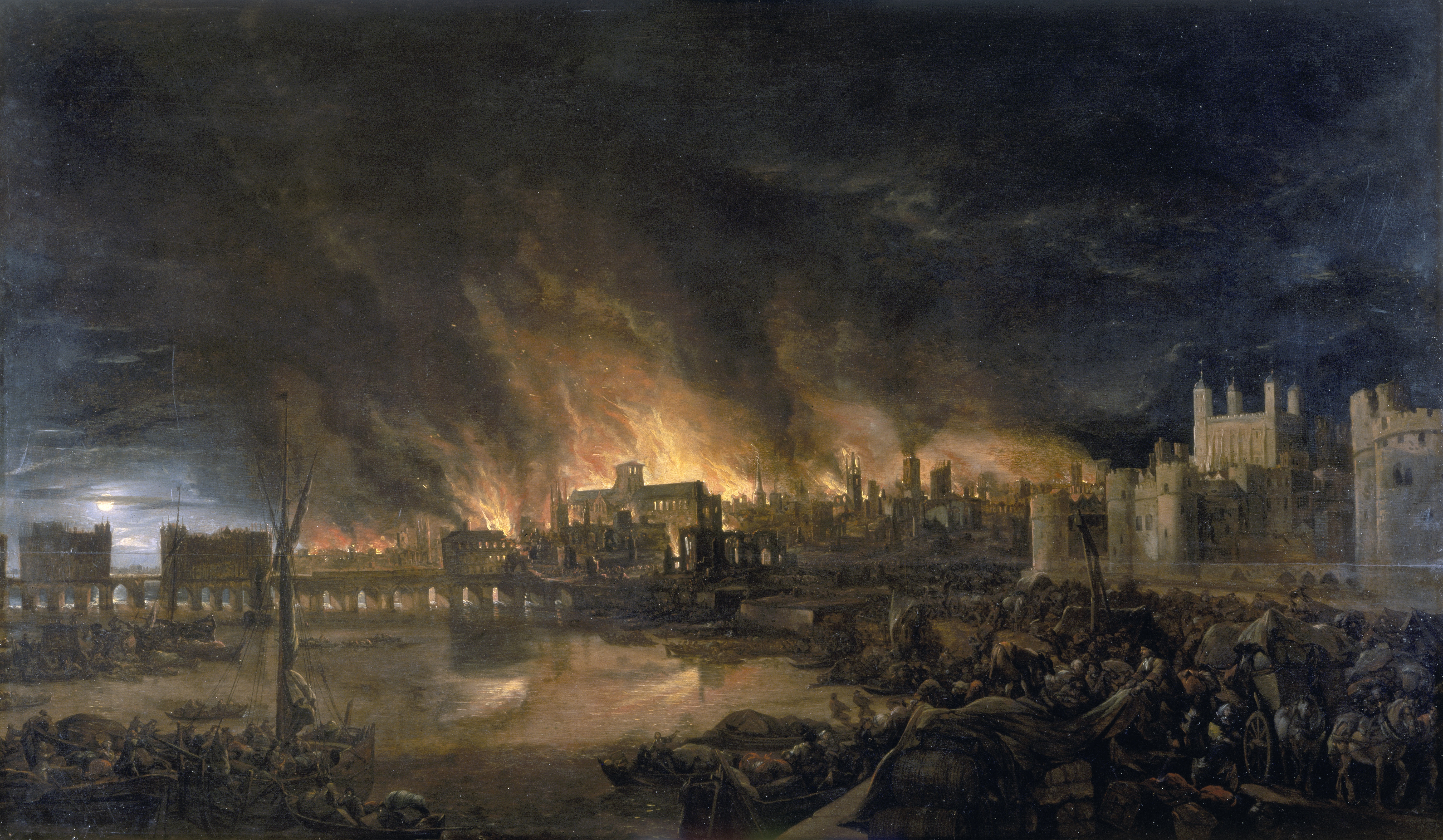
El Gran Incendio de Londres destruyó una parte importante de la City en 1666.

Durante el período Tudor la Reforma anglicana inició un giro gradual de la fe cristiana hacia el protestantismo. En Londres gran parte de las posesiones de la Iglesia pasaron a manos privadas. Desde la ciudad partía lana inglesa en ingentes cantidades hacia los cercanos puertos de los Países Bajos. El alcance de las empresas marítimas inglesas se extendió mucho más allá de los puertos del noroeste europeo. Tras la reapertura de las rutas comerciales entre los Países Bajos e Inglaterra en enero de 1565 se produjo un fuerte crecimiento de la actividad comercial y ese mismo año se creó el centro de comercio Royal Exchange de Londres.
El mercantilismo creció y con el aumento del intercambio comercial con el Nuevo Mundo se crearon monopolios comerciales como la Compañía Británica de las Indias Orientales. Londres se convirtió en el principal puerto del mar del Norte, lugar de embarco y desembarco de muchos migrantes. La población de la ciudad creció desde unos cincuenta mil habitantes en 1530 hasta alrededor de doscientos veinticinco mil en 1605.
En el siglo XVI vivió en Londres el dramaturgo y poeta William Shakespeare, figura capital del teatro isabelino. En el final del período Tudor en 1603, Londres continuaba siendo un núcleo urbano bastante compacto. El 5 de noviembre de 1605, durante la Conspiración de la pólvora, el rey Jacobo I sufrió un intento de asesinato en Westminster. Durante el siglo XVII la ciudad sufrió varias epidemias de peste, la más devastadora de las cuales fue la llamada Gran plaga de Londres de 1665-66, que acabó con la vida de casi cien mil londinenses, una quinta parte de su población.
En 1666 se produjo también el famoso Gran Incendio de Londres, que se inició en Pudding Lane, en la City, y se extendió rápidamente arrasando con los edificios de madera de gran parte de la ciudad. La reconstrucción duró diez años y fue supervisada por Robert Hooke. En 1708 se completó la obra maestra del arquitecto Christopher Wren, la Catedral de San Pablo. Durante la época georgiana (siglo XVIII e inicios del XIX) se crearon nuevos distritos, como el de Mayfair al oeste, se construyeron nuevos puentes sobre el Támesis que permitieron la urbanización de la orilla sur del río y se expandió el puerto de Londres río abajo, hacia el este.

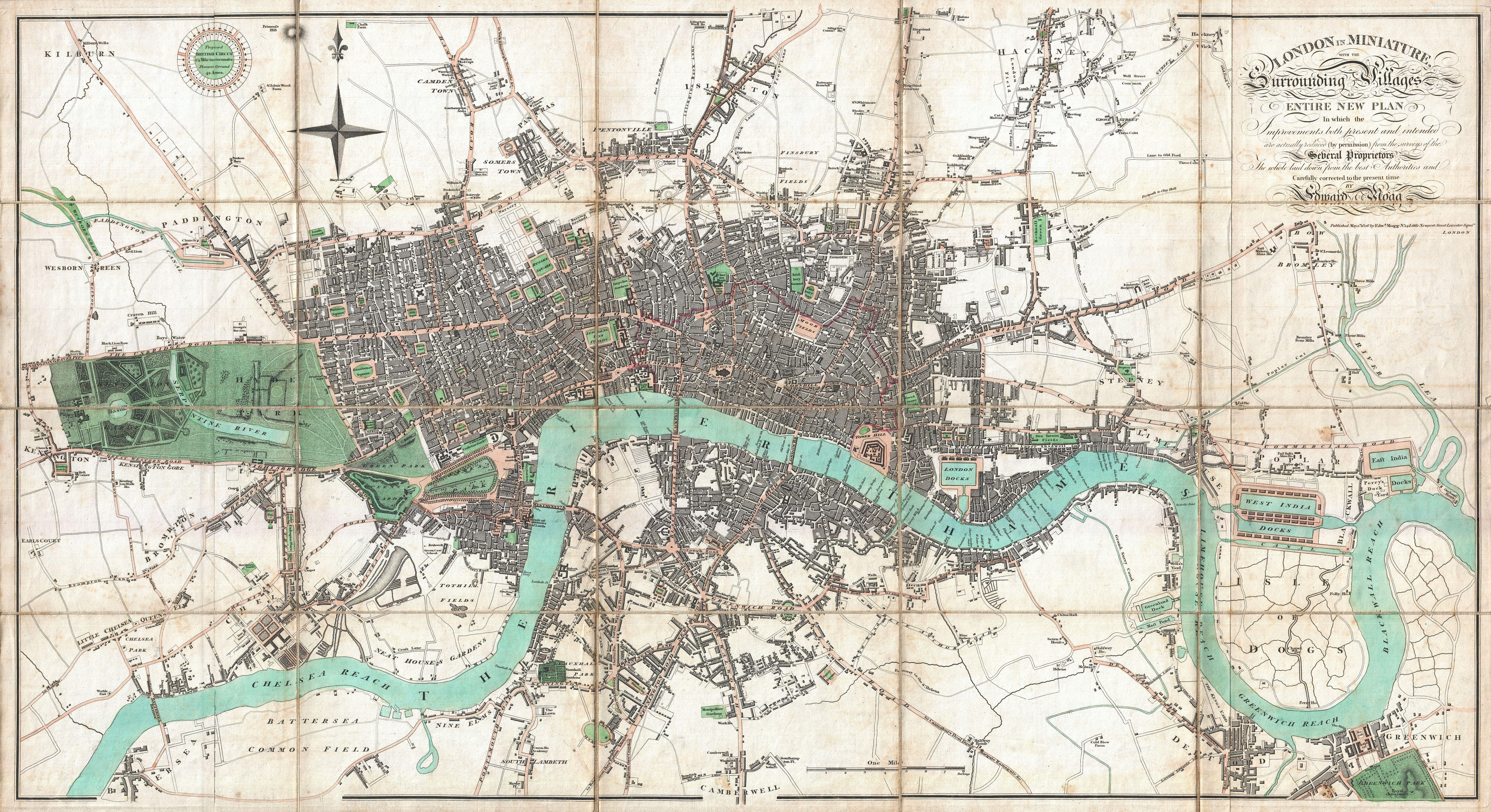
Mapa de Londres en 1806.

En 1762 el rey Jorge III compró la Casa Buckingham, que fue progresivamente ampliada a lo largo de setenta y cinco años. Durante el siglo XVIII Londres se vio seriamente afectada por la delincuencia, circunstancia que obligó a crear en 1750 un cuerpo policial profesional, los Bow Street Runners. Entonces más de doscientos tipos de delitos eran castigados con la pena de muerte y hasta mujeres y niños eran ahorcados por hurtos. En esa época hasta un 74 % de los niños morían antes de cumplir cinco años. Las cafeterías se convirtieron en lugares populares para debatir ideas, la alfabetización comenzó a generalizarse y el desarrollo de la imprenta —que en Londres tuvo su centro en Fleet Street— puso las noticias a disposición del pueblo. En palabras del poeta británico Samuel Johnson:

No encuentras a nadie, sobre todo ningún intelectual, que esté dispuesto a abandonar Londres. No, señor, cuando un hombre está cansado de Londres, está cansado de la vida; en Londres está todo lo que la vida puede ofrecer.
Samuel Johnson, 1777

### Edad Contemporánea

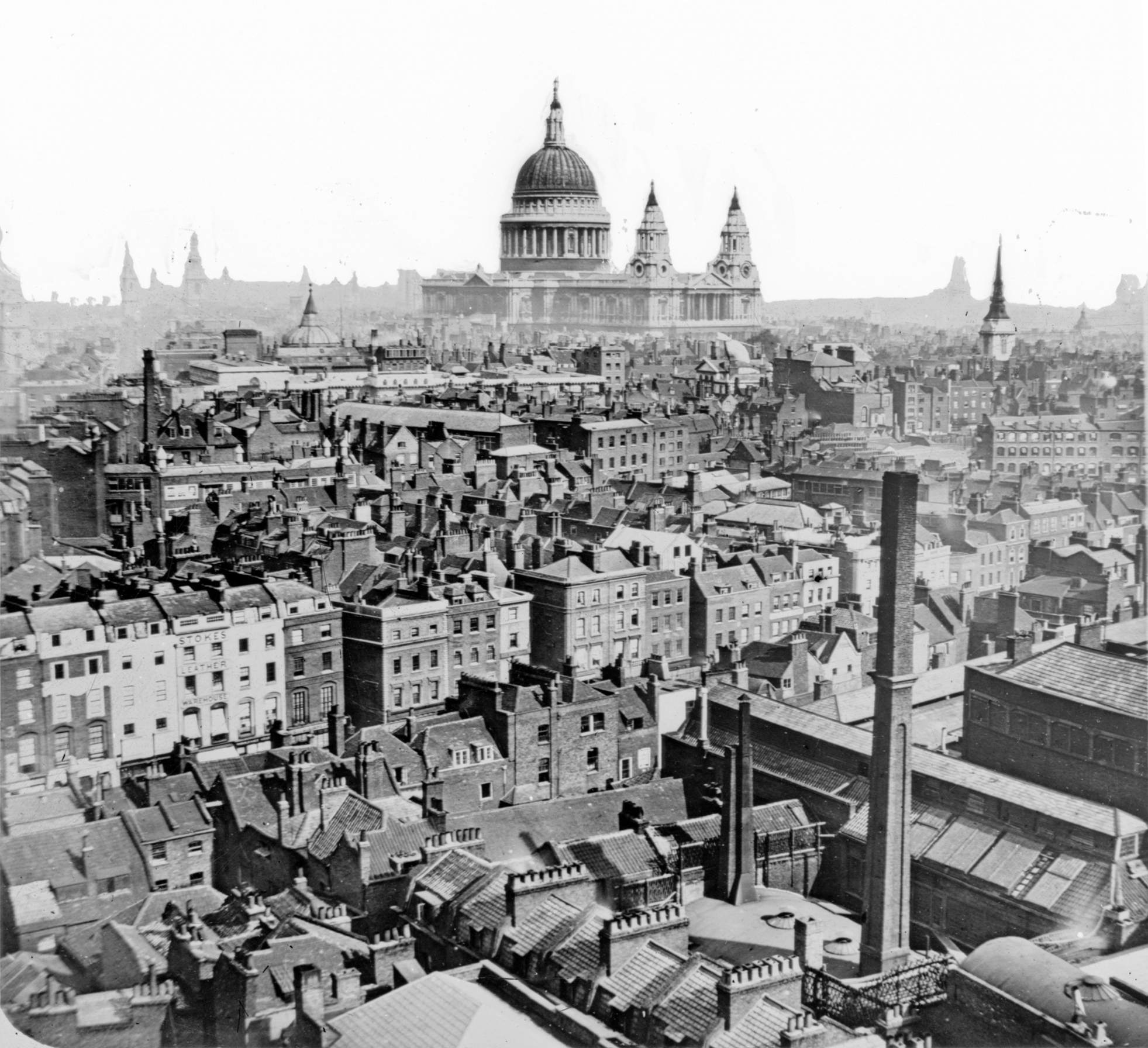
Fotografía de Londres tomada alrededor de 1865. Al fondo, la catedral de San Pablo.

Londres fue la ciudad más grande del mundo entre 1831 y 1925, coincidiendo con el apogeo del Imperio británico. El hacinamiento de los habitantes de la ciudad provocó el estallido de varias epidemias de cólera: la de 1848 provocó catorce mil muertes y la de 1866 unas seis mil. El creciente número de tráfico rodado pronto congestionó la circulación por la ciudad, lo que llevó a la creación de la primera red ferroviaria local. La Metropolitan Board of Works, organismo gestor del crecimiento de la ciudad por aquel entonces, supervisó la expansión de las infraestructuras en la capital y los condados circundantes. Este organismo fue sustituido en 1889 por el London County Council.
La Segunda Guerra Mundial (1939-1945) afectó gravemente a Londres, en especial por el bombardeo sistemático a que fue sometida por los aviones de la Luftwaffe alemana durante el denominado Blitz. Estos ataques se cobraron la vida de más de treinta mil londinenses y arrasaron grandes zonas de la ciudad. Inmediatamente después de la guerra mundial la capital albergó los Juegos Olímpicos de 1948, que se celebraron en el viejo estadio de Wembley cuando la ciudad apenas se había recuperado de los efectos del conflicto.
En 1951 se celebró en el South Bank del río la exposición de arte llamada Festival of Britain. En 1952 la denominada Gran Niebla, más densa de lo habitual y contaminada con azufre, se cobró la vida de unos doce mil londinenses. Desde la década de 1940 la ciudad ha sido lugar de destino de numerosos inmigrantes, generalmente procedentes de países de la Commonwealth como Jamaica, India, Bangladés y Pakistán, lo que ha hecho de Londres una de las ciudades con mayor diversidad étnica de toda Europa.

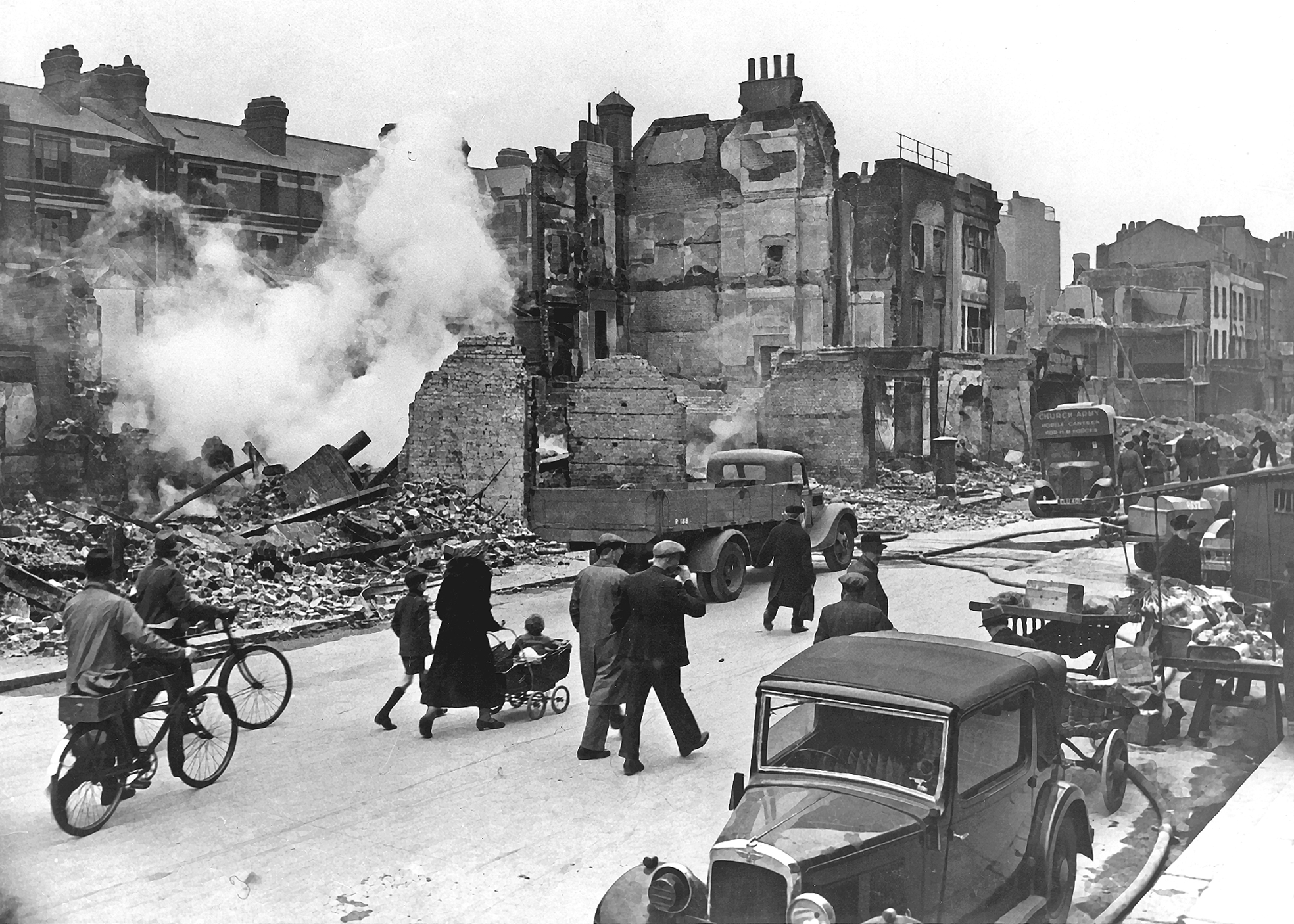
Calle de Londres bombardeada durante el Blitz de la Segunda Guerra Mundial.

A partir de mediados de la década de 1960, la capital británica comenzó a ser un centro mundial de cultura juvenil, ejemplificado por el movimiento de la subcultura llamado Swinging London, asociado particularmente a las zonas de King's Road, Chelsea y Carnaby Street. Esta forma de marcar tendencia fue revivida en la década siguiente por la moda punk. En 1965 se ampliaron los límites políticos de Londres para abarcar el crecimiento de su área urbana y para ello se creó el Consejo del Gran Londres. Durante el conflicto de Irlanda del Norte, Londres fue escenario de varios ataques terroristas con bombas perpetrados por el IRA Provisional. La desigualdad racial estalló con el disturbio de Brixton de 1981.
La población del Gran Londres disminuyó progresivamente en las tres décadas posteriores a la Segunda Guerra Mundial, pues pasó de un pico estimado en 8.6 millones de habitantes en 1939 a los 6.8 millones registrados en los años 1980. El puerto principal de la ciudad se trasladó río abajo, a Felixstowe y Tilbury, mientras que los antiguos muelles de la ciudad, los London Docklands, se convirtieron en el gran complejo de negocios de Canary Wharf. El auge financiero fue confirmado por el creciente papel de Londres como centro mundial de finanzas desde los años 1980.
En 1982 se completó la Barrera del Támesis, destinada a proteger Londres de las mareas excepcionalmente altas del mar del Norte. En 1986 se abolió el Consejo del Gran Londres, lo que dejó a la capital británica como la única gran ciudad sin una administración central. Esta fue restablecida en el año 2000 con la creación de la Autoridad del Gran Londres. Para celebrar la entrada en el nuevo milenio se construyeron varios edificios hoy emblemáticos de la capital británica: el Millennium Dome, el London Eye y el Millennium Bridge. El 7 de julio de 2005 una serie de ataques terroristas en las líneas del metro y autobuses de Londres, perpetrados por fundamentalistas islámicos, causó cincuenta y seis muertos y setecientos heridos. Tan solo un día antes Londres había obtenido la celebración de unos juegos olímpicos, los terceros de su historia, que se celebraron entre los meses de julio y agosto de 2012. En junio de 2016, la población del Gran Londres se estimó en 8.78 millones de habitantes, el pico demográfico más alto desde 1939.

## Gobierno

### Gobierno local

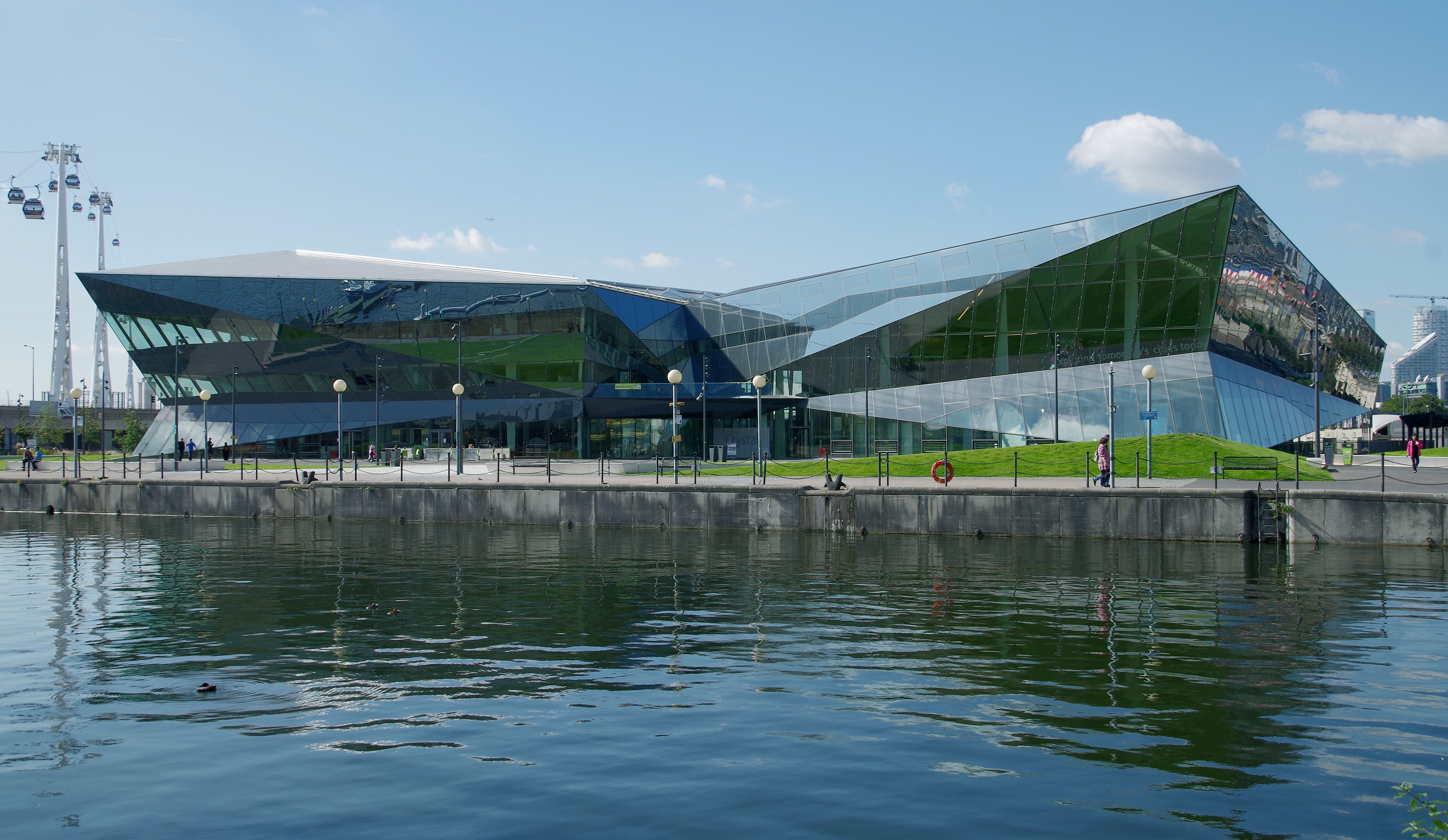
El ayuntamiento de Londres, instalado en el municipio de Newham desde 2021, es la sede de la Autoridad del Gran Londres.

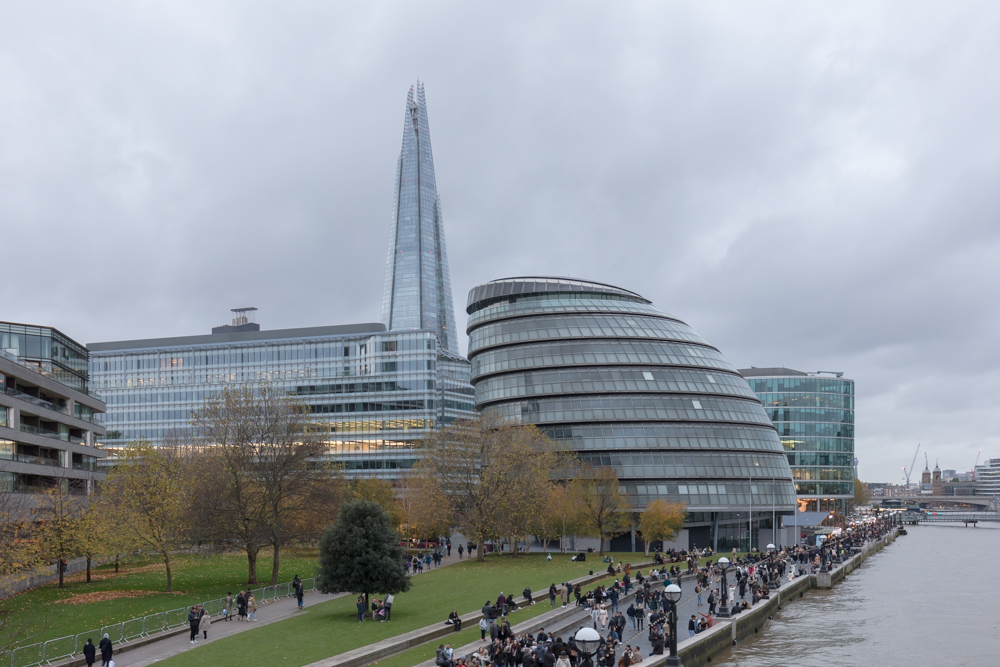
Antiguo ayuntamiento en Southwark (centro de Londres).

La administración de Londres está compuesta por dos niveles: uno estratégico a escala de toda la ciudad y otro local. La administración de la ciudad es coordinada por la Autoridad del Gran Londres (GLA por sus siglas en inglés) y la administración local es gestionada por otras treinta y tres autoridades menores. La GLA está formada por dos organismos electos: el alcalde de Londres, que tiene poderes ejecutivos, y la Asamblea de Londres, que supervisa las decisiones del alcalde y puede aprobar o rechazar sus propuestas presupuestarias anuales.
La sede del GLA es el Ayuntamiento, ubicado en Newham, y el alcalde actual es el laborista Sadiq Khan. La estrategia de planificación del alcalde se publicó con el nombre de «London Plan». Las autoridades locales son los consejos de los treinta y dos municipios de Londres y la Corporación de la City de Londres, responsables de la mayoría de servicios como escuelas, servicios sociales, mobiliario urbano y recogida de basuras. Algunas funciones, como la gestión de residuos, se proporcionan a través de acuerdos conjuntos.
La policía del Gran Londres, con la excepción de la «City», es la Policía Metropolitana de Londres, dependiente de la Autoridad de la Policía Metropolitana. La «City de Londres» tiene su propio cuerpo policial, la Policía de la City de Londres. Por su parte, la British Transport Police se ocupa de la seguridad en el transporte ferroviario y el metro de la ciudad.
La London Fire Brigade es el servicio de bomberos del Gran Londres, depende de la London Fire and Emergency Planning Authority y es el tercer servicio de bomberos más grande del mundo. Del parque de ambulancias del Servicio Nacional de Salud se ocupa el Servicio de Ambulancias de Londres, que es el mayor servicio de ambulancias gratuitas de todo el mundo. Las Ambulancias Aéreas de Londres operan en conjunción con el LAS. De la seguridad en el río Támesis se encargan los Guardacostas de Su Majestad y la Royal National Lifeboat Institution.

### Gobierno nacional

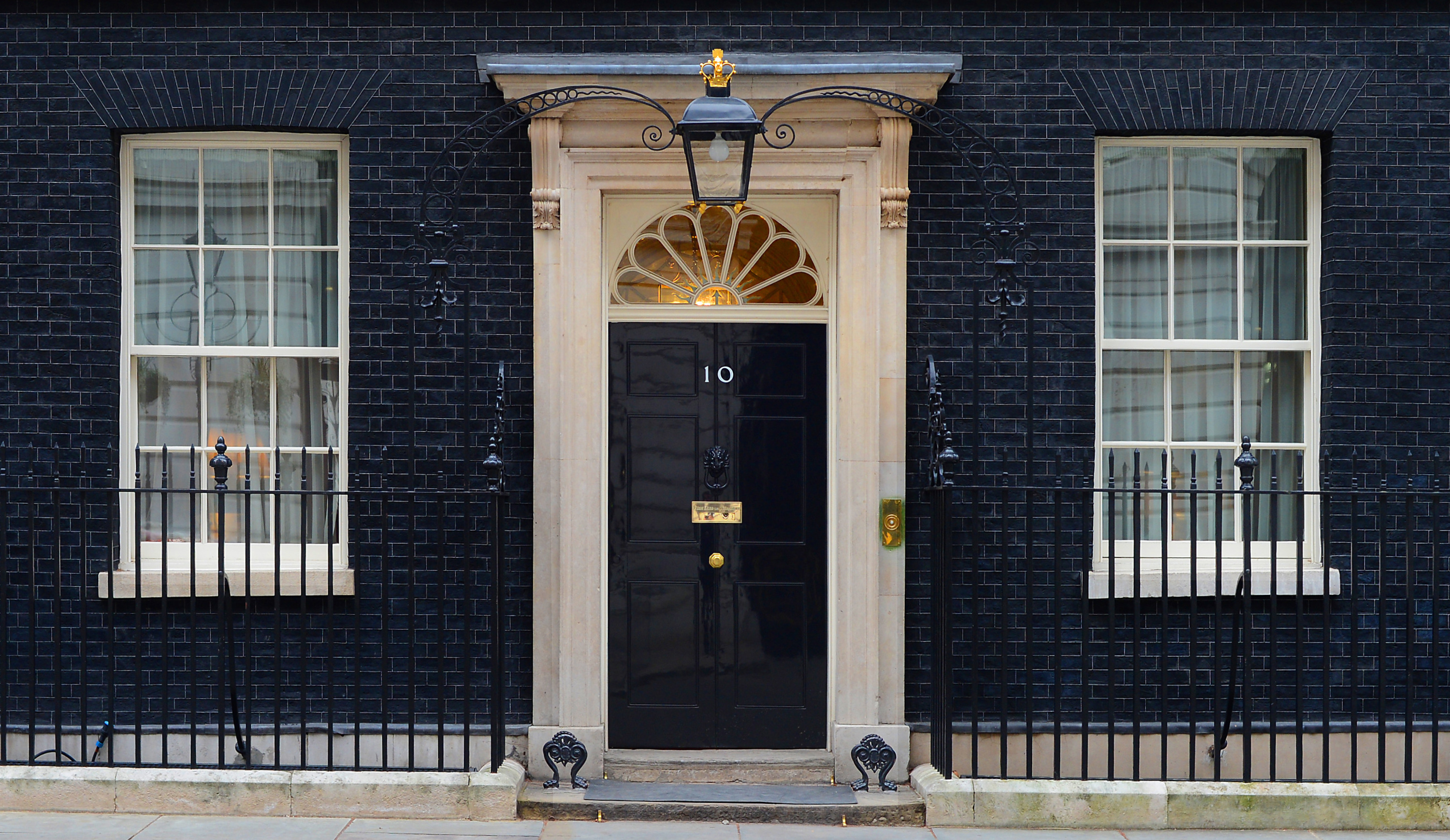
10 de Downing Street, residencia oficial del Primer ministro de Reino Unido.

Londres es la sede del Gobierno de Reino Unido, ubicado alrededor del Palacio de Westminster. Muchas de las dependencias del gobierno se encuentran cerca del Parlamento, especialmente a lo largo de Whitehall, donde se halla la residencia del primer ministro, en el número 10 de Downing Street. El Parlamento de Reino Unido ha sido y es ejemplo para muchos otros sistemas parlamentarios de todo el mundo. En el parlamento británico hay setenta y tres miembros de Londres, representantes de los distritos electorales locales en la Cámara de los Comunes de Reino Unido.

## Geografía

### Ámbito

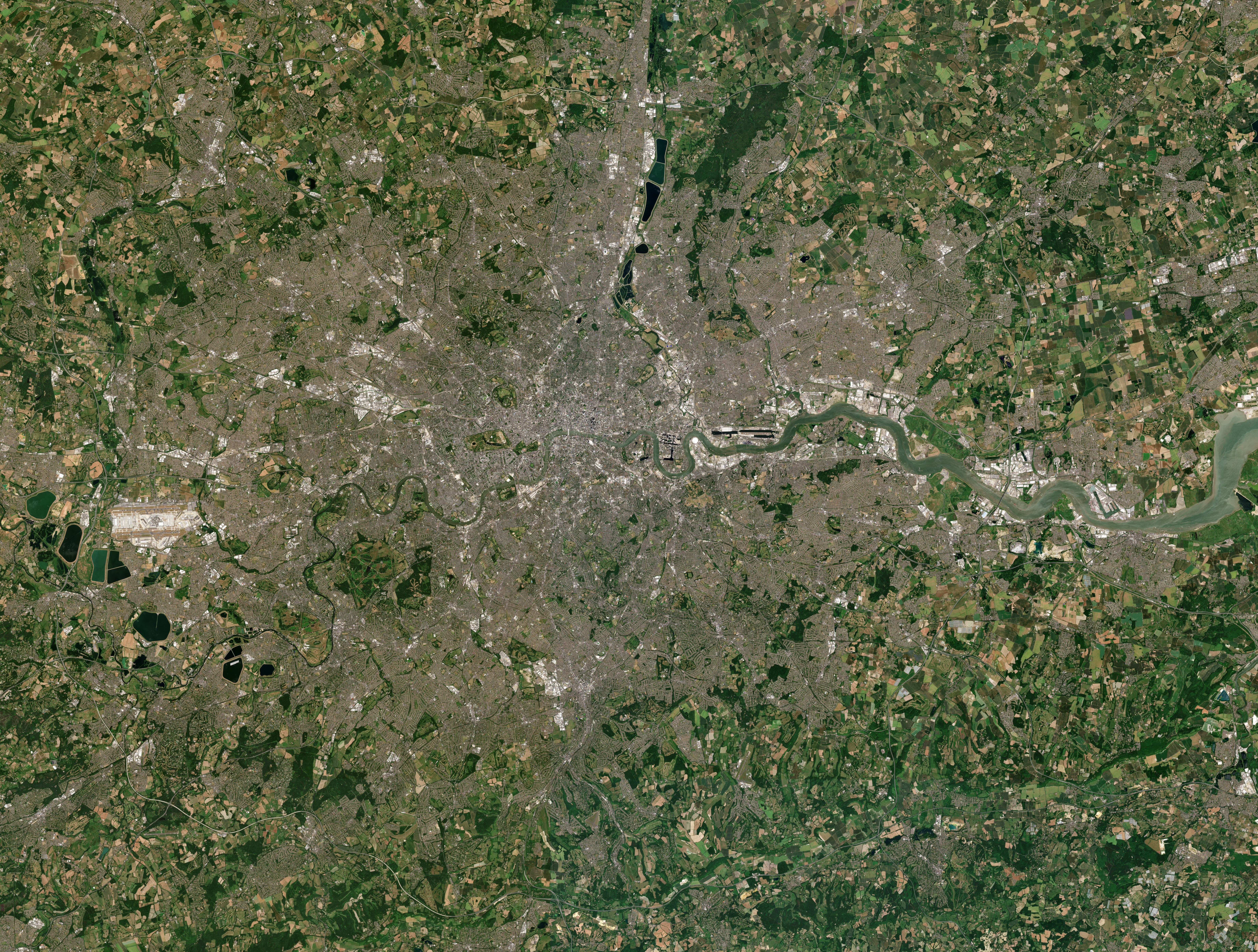
Fotografía de Londres tomada en 2018 por el satélite Sentinel-2.

El Gran Londres es la subdivisión administrativa de más alto nivel que engloba toda la ciudad. La pequeña y antigua City de Londres contuvo en el pasado a toda la urbe. Aunque el área urbana de la ciudad creció enormemente con el paso de los siglos, la corporación municipal se resistió a amalgamarla con sus suburbios, algo que causó que «Londres» fuera definido de muchas maneras para diferentes propósitos. Esta situación llegó a ser motivo de debate legal. Solo el cuarenta por ciento del Gran Londres queda cubierto por el distrito postal de Londres, es decir, dentro del cual «Londres» forma parte de las direcciones postales. El prefijo telefónico de Londres (020) cubre una gran área, similar en tamaño al Gran Londres, aunque algunos distritos exteriores quedan excluidos. Normalmente el área que queda dentro de la autopista de circunvalación M25 es lo que se considera Londres.
La expansión del área urbana de la ciudad queda impedida en la actualidad por el Cinturón Verde Metropolitano, aunque algunas zonas urbanizadas se extienden más allá de sus límites y quedan englobadas bajo la definición de Área Urbana del Gran Londres. Más allá se encuentra la vasta área metropolitana de Londres. Para algunos propósitos la ciudad se suele dividir en Londres interior y Londres exterior, y de forma natural está dividida en norte y sur por el río Támesis. Las coordenadas del centro de la ciudad, que tradicionalmente se considera ubicado en Charing Cross, cerca de la confluencia de Trafalgar Square con Whitehall, son aproximadamente 51°30′26″N 00°07′39″O / 51.50722, -0.12750.

### Estatus
Dentro de Londres, tanto la City como la ciudad de Westminster tienen estatus de ciudad, mientras que la City y el resto del Gran Londres son los condados ceremoniales. Con el paso del tiempo el Gran Londres ha ido incorporando áreas que antaño pertenecieron a los condados históricos de Middlesex, Kent, Surrey, Essex y Hertfordshire. Curiosamente, el estatus de Londres como capital de Inglaterra, y después de todo Reino Unido, nunca ha sido garantizado ni confirmado oficialmente (ni por escrito ni por ninguna ley). Su posición se formó a través de la convención constitucional, que le otorgó su estatus de capital de facto como parte de la constitución no escrita de Reino Unido. La capital de Inglaterra pasó de Winchester a Londres cuando en los siglos XII y XIII el palacio de Westminster comenzó a confirmarse como la localización permanente de la corte y por consiguiente como capital política de la nación. Más recientemente el Gran Londres ha sido definido como región de Inglaterra, un contexto en el que se la conoce simplemente como «Londres».

### Topografía

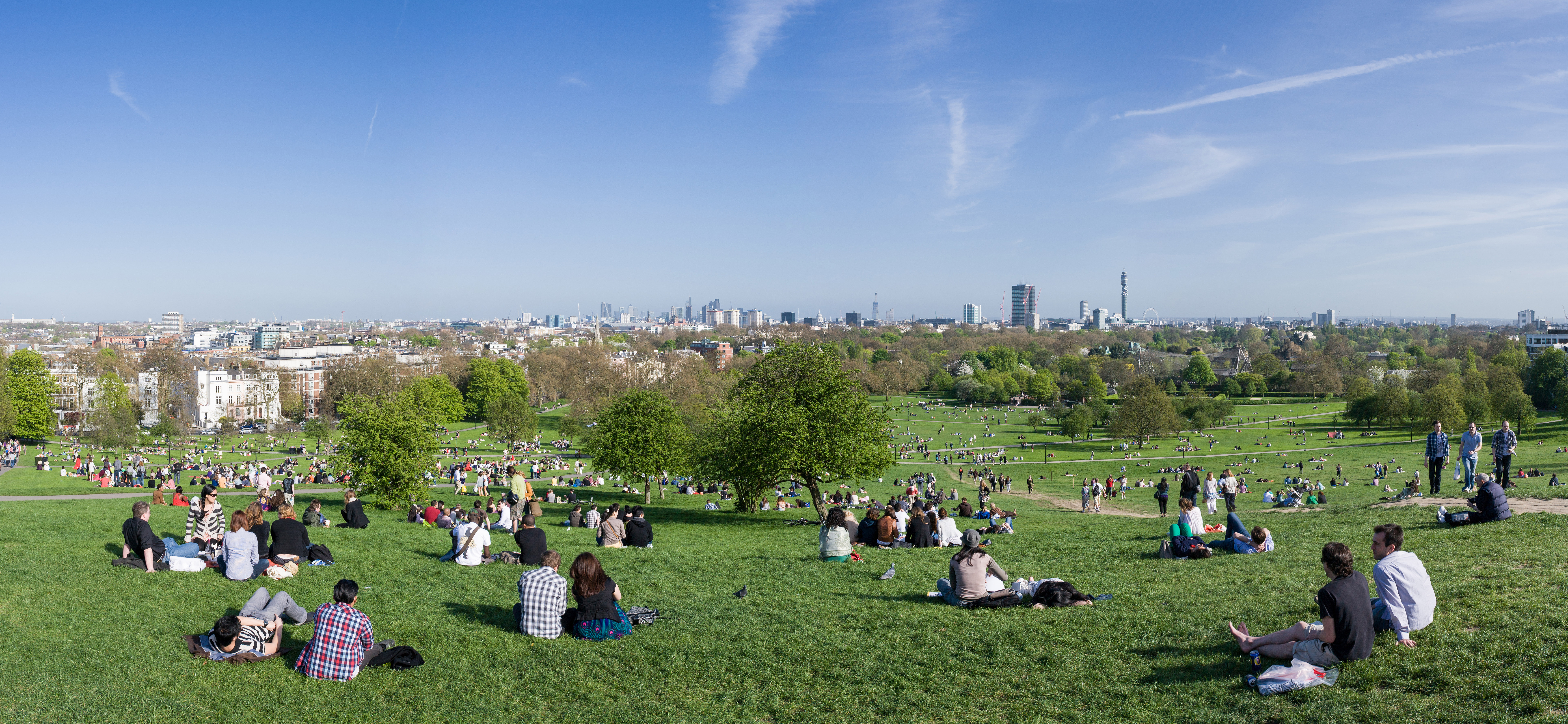
Primrose Hill en 2011.

El Gran Londres ocupa un área de 1583 km² en la que vivían 8 173 194 personas en 2012, es decir, con una densidad de población de 5163 personas por km². El área metropolitana de la ciudad se extiende por 8382 km² y su población asciende a 13 709 000, 1636 habitantes por km². El Londres actual se extiende a lo largo de varios kilómetros del cauce del Támesis, el río navegable que cruza la urbe de suroeste a este. El valle del Támesis es una llanura aluvial salteada de suaves colinas como Parliament Hill, Addington Hills o Primrose Hill. El Támesis tuvo un cauce mucho más extenso y menos profundo que el actual, regaba una amplia zona de marismas y con las mareas altas llegaba a tener una anchura cinco veces mayor que la actual.
Desde la época victoriana (siglo XIX) el Támesis ha sido encauzado en diversas obras de terraplenado que han ganado terreno al río y varios de sus afluentes discurren ahora bajo tierra. Es un río sujeto a las mareas del mar del Norte y Londres es vulnerable a sus crecidas. El peligro de inundaciones fue aumentando progresivamente debido a la lenta para continua inclinación de Gran Bretaña (se eleva el norte y desciende el sur) como consecuencia del ajuste postglacial. Por ello, en 1974 comenzaron unos trabajos que duraron una década y que incluyeron la construcción de la Barrera del Támesis a la altura de Woolwich con la intención de reducir el peligro de las crecidas. Se espera que esta barrera cumpla su función hasta 2070, pero en la actualidad ya se están sopesando ideas para su posible ampliación o rediseño.

### Clima

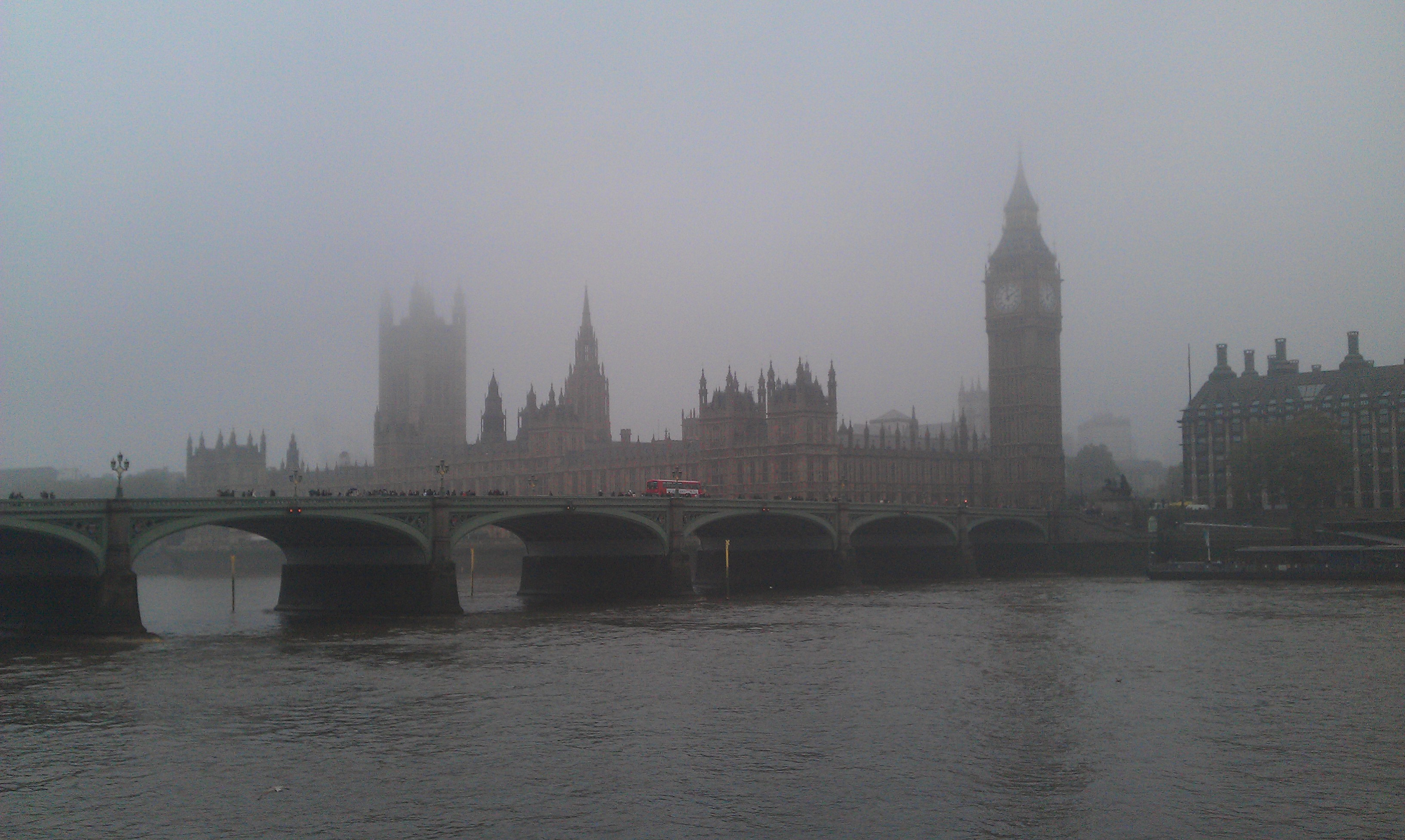
Niebla en Londres. Al fondo, el Palacio de Westminster.

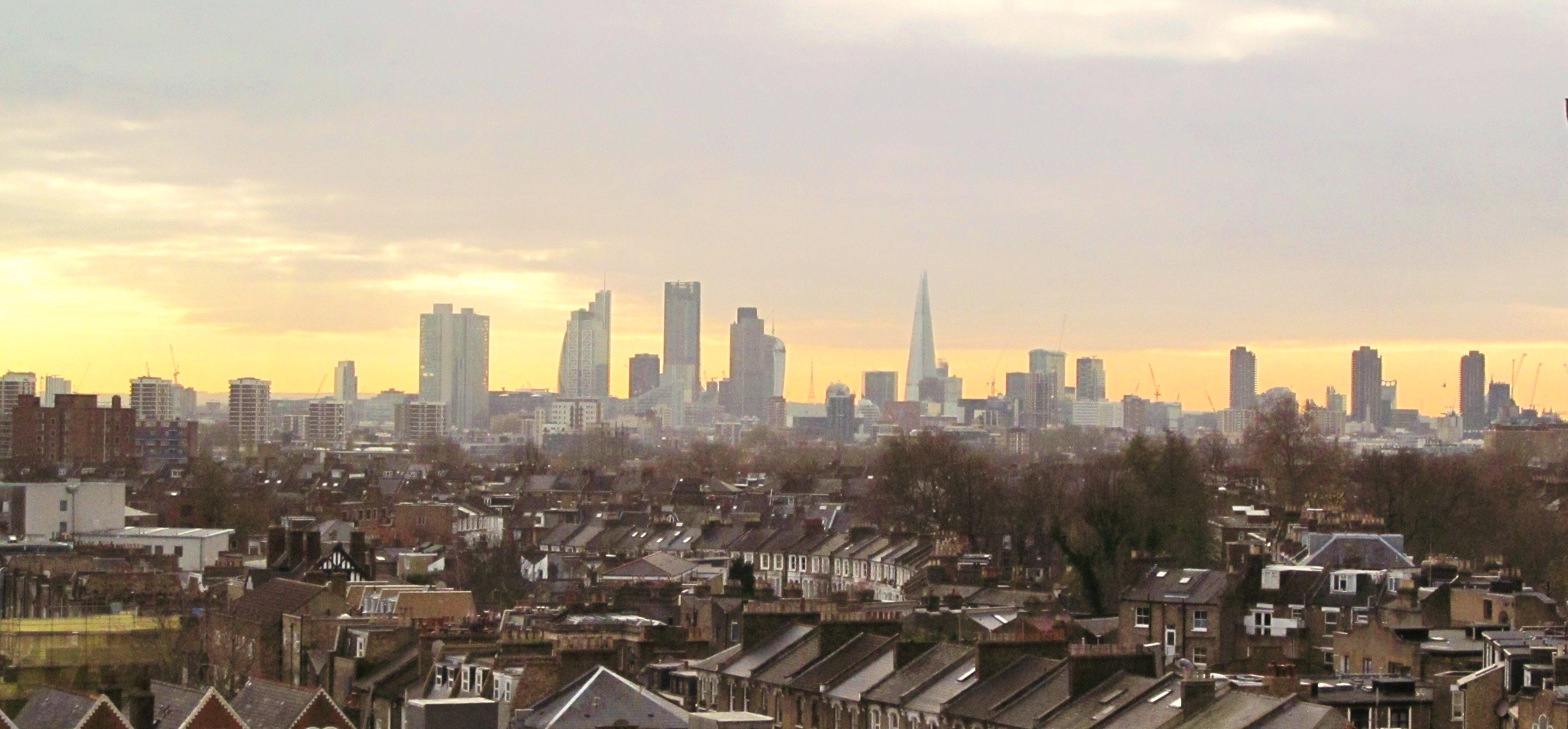
Londres en diciembre del año 2013.

Londres tiene un clima oceánico templado (Clasificación climática de Köppen: Cfb), similar al del resto del sur de Gran Bretaña. A pesar de su reputación de ciudad lluviosa, Londres recibe menos precipitaciones en un año que Roma (834 mm) o Burdeos (923 mm). Los inviernos son fríos, con unas dos heladas por semana en los suburbios entre los meses de noviembre y marzo. La nieve cae raramente, unas cuatro o cinco veces al año entre diciembre y febrero, mientras que en los meses de marzo y abril puede nevar una vez cada dos o tres años.
Las temperaturas invernales oscilan entre los −4 °C y los 14 °C, aunque durante el invierno de 2010 la ciudad experimentó su récord bajo cero: −14 °C en Northolt y la nevada más copiosa de las últimas dos décadas, que colapsó las infraestructuras de transporte de la ciudad. La temperatura máxima fue de 38.2 °C, el 10 de agosto de 2003, el 25 de julio de 2019 se registraron 38 °C y el 19 de julio de 2022 se registraron 40.2 °C, convirtiéndola así en la temperatura más alta en dieciocho años. En el otro extremo, se registraron −16.1 °C en Northolt en enero de 1962. Antes del siglo XX al parecer se dieron temperaturas por debajo de −20 °C, pero se duda de la precisión de esas mediciones.
Los veranos son generalmente templados aunque ocasionalmente se dan episodios de días muy calurosos. En el centro de la ciudad las temperaturas suelen ser unos 5 °C más altas que en el extrarradio debido al efecto de isla de calor que crea el área urbana. La temperatura media de los veranos londinenses es de 18.5 °C, aunque alrededor de siete días al año suelen superar los 30 °C y dos días los 32 °C. Desde junio a agosto lo habitual es registrar todas las semanas unas temperaturas diurnas que oscilan entre los 20 y 24 °C de máxima.
| Parámetros climáticos promedio de Londres (Heathrow) | Parámetros climáticos promedio de Londres (Heathrow) | Parámetros climáticos promedio de Londres (Heathrow) | Parámetros climáticos promedio de Londres (Heathrow) | Parámetros climáticos promedio de Londres (Heathrow) | Parámetros climáticos promedio de Londres (Heathrow) | Parámetros climáticos promedio de Londres (Heathrow) | Parámetros climáticos promedio de Londres (Heathrow) | Parámetros climáticos promedio de Londres (Heathrow) | Parámetros climáticos promedio de Londres (Heathrow) | Parámetros climáticos promedio de Londres (Heathrow) | Parámetros climáticos promedio de Londres (Heathrow) | Parámetros climáticos promedio de Londres (Heathrow) | Parámetros climáticos promedio de Londres (Heathrow) |
| Mes                                                  | Ene.                                                 | Feb.                                                 | Mar.                                                 | Abr.                                                 | May.                                                 | Jun.                                                 | Jul.                                                 | Ago.                                                 | Sep.                                                 | Oct.                                                 | Nov.                                                 | Dic.                                                 | Anual                                                |
| ---------------------------------------------------- | ---------------------------------------------------- | ---------------------------------------------------- | ---------------------------------------------------- | ---------------------------------------------------- | ---------------------------------------------------- | ---------------------------------------------------- | ---------------------------------------------------- | ---------------------------------------------------- | ---------------------------------------------------- | ---------------------------------------------------- | ---------------------------------------------------- | ---------------------------------------------------- | ---------------------------------------------------- |
| Temp. máx. abs. (°C)                                 | 17.2                                                 | 19.6                                                 | 24.2                                                 | 29.2                                                 | 32.8                                                 | 35.6                                                 | 40.7                                                 | 38.1                                                 | 35.2                                                 | 29.6                                                 | 20.8                                                 | 17.2                                                 | 40.7                                                 |
| Temp. máx. media (°C)                                | 8.1                                                  | 8.4                                                  | 11.3                                                 | 14.2                                                 | 17.9                                                 | 21.0                                                 | 23.7                                                 | 23.2                                                 | 19.9                                                 | 15.5                                                 | 11.1                                                 | 8.3                                                  | 15.2                                                 |
| Temp. media (°C)                                     | 5.2                                                  | 5.25                                                 | 7.6                                                  | 9.85                                                 | 13.3                                                 | 16.35                                                | 18.8                                                 | 18.45                                                | 15.65                                                | 11.95                                                | 8.0                                                  | 5.5                                                  | 11.3                                                 |
| Temp. mín. media (°C)                                | 2.3                                                  | 2.1                                                  | 3.9                                                  | 5.5                                                  | 8.7                                                  | 11.7                                                 | 13.9                                                 | 13.7                                                 | 11.4                                                 | 8.4                                                  | 4.9                                                  | 2.7                                                  | 7.5                                                  |
| Temp. mín. abs. (°C)                                 | -13.6                                                | -9.5                                                 | -7.2                                                 | -3.8                                                 | -0.4                                                 | 2.8                                                  | 6.5                                                  | 6.7                                                  | 2.8                                                  | -4.6                                                 | -6.3                                                 | -14.0                                                | -14.0                                                |
| Precipitación total (mm)                             | 55.2                                                 | 40.9                                                 | 41.6                                                 | 43.7                                                 | 49.4                                                 | 45.1                                                 | 44.5                                                 | 49.5                                                 | 49.1                                                 | 68.5                                                 | 59.0                                                 | 55.2                                                 | 601.7                                                |
| Días de precipitaciones (≥ 1 mm)                     | 11.1                                                 | 8.5                                                  | 9.3                                                  | 9.1                                                  | 8.8                                                  | 8.2                                                  | 7.7                                                  | 7.5                                                  | 8.1                                                  | 10.8                                                 | 10.3                                                 | 10.2                                                 | 109.6                                                |
| Días de nevadas (≥ 1 mm)                             | 4                                                    | 4                                                    | 3                                                    | 1                                                    | 0                                                    | 0                                                    | 0                                                    | 0                                                    | 0                                                    | 0                                                    | 1                                                    | 3                                                    | 16                                                   |
| Horas de sol                                         | 61.5                                                 | 77.9                                                 | 114.6                                                | 168.7                                                | 198.5                                                | 204.3                                                | 212.0                                                | 204.7                                                | 149.3                                                | 116.5                                                | 72.6                                                 | 52.0                                                 | 1632.6                                               |
| Humedad relativa (%)                                 | 91                                                   | 89                                                   | 91                                                   | 90                                                   | 92                                                   | 92                                                   | 93                                                   | 95                                                   | 96                                                   | 95                                                   | 93                                                   | 91                                                   | 92.3                                                 |
| Fuente n.º 1:                                        |                                                      |                                                      |                                                      |                                                      |                                                      |                                                      |                                                      |                                                      |                                                      |                                                      |                                                      |                                                      |                                                      |
| Fuente n.º 2:                                        |                                                      |                                                      |                                                      |                                                      |                                                      |                                                      |                                                      |                                                      |                                                      |                                                      |                                                      |                                                      |                                                      |

### Distritos

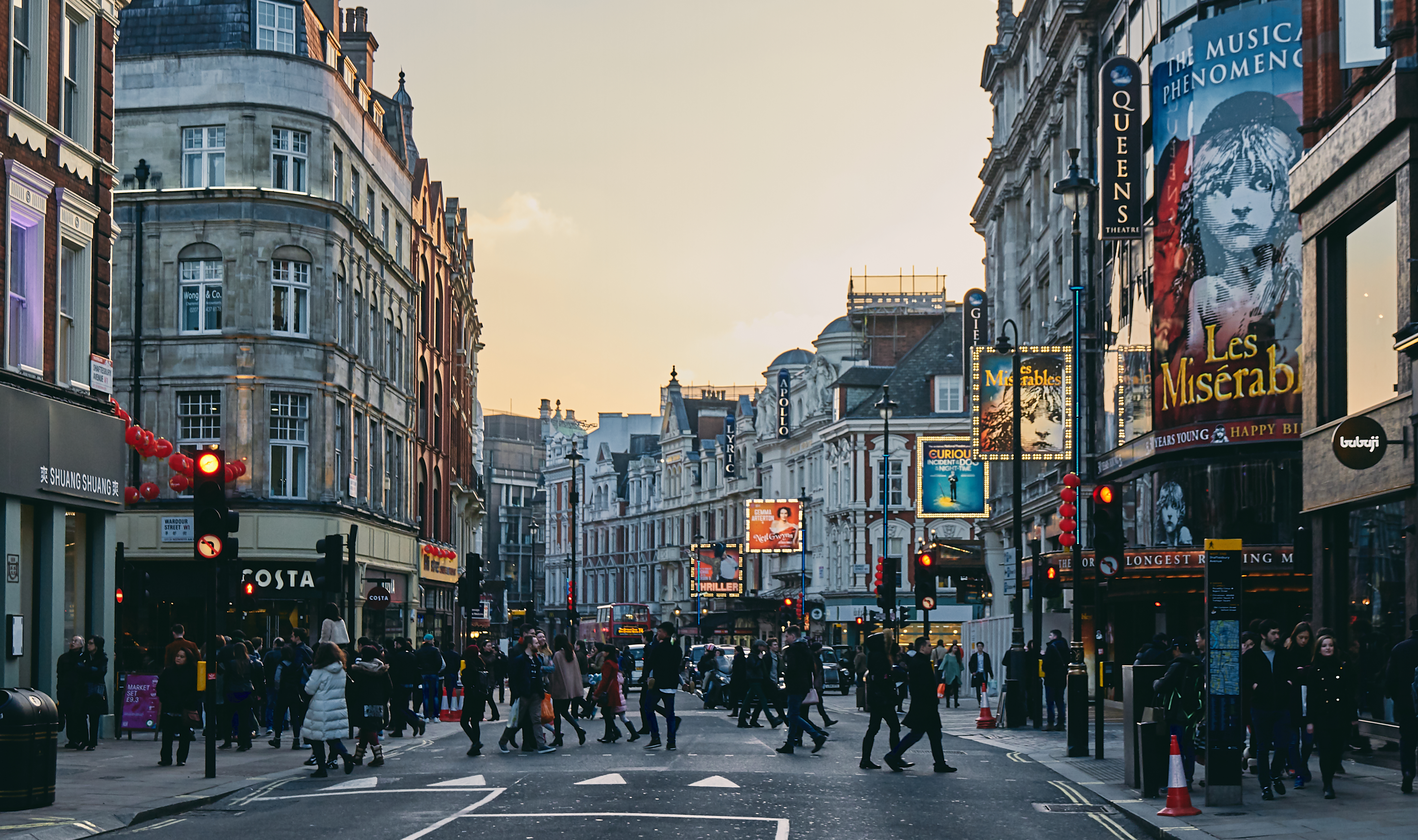
El distrito de Teatros del West End en 2016.

La enorme área urbana de Londres es a menudo dividida mediante una serie de nombres de distrito, como Bloomsbury, Mayfair, Wembley y Whitechapel. Son designaciones informales que reflejan los nombres de los pueblos que fueron absorbidos por el crecimiento de la metrópolis o las designaciones de unidades administrativas ya desaparecidas como parroquias o municipios. Estos nombres han permanecido vivos por el uso tradicional y porque designan áreas locales con un carácter distintivo, aunque no tienen límites oficiales.
En 1965 el Gran Londres fue dividido en treinta y dos municipios (borough en inglés) más la antigua City, que en la actualidad es el principal distrito financiero. Más recientemente se ha construido el complejo comercial y de negocios llamado Canary Wharf, que se levanta al este en los terrenos de lo que fueron los antiguos muelles de la ciudad, los London Docklands.
El West End es la principal zona comercial y de entretenimiento, la que más turistas atrae. En ella además se encuentran las más lujosas áreas residenciales con casas que pueden llegar a valer millones de libras. El precio medio de la vivienda en la exclusiva zona de Kensington y Chelsea es superior a los 2 millones de libras, un coste similar al de los inmuebles del centro de la ciudad. El East End es el área cercana al puerto de Londres original y se caracteriza por su población inmigrante y por ser una de las zonas más pobres de la ciudad. El este de Londres vivió gran parte del primer desarrollo industrial de la ciudad y en la actualidad los terrenos fabriles abandonados están siendo recuperados como parte del plan Thames Gateway, que incluye actuaciones en London Riverside y en Lower Lea Valley. Es en esta zona en la que se levantaron las infraestructuras necesarias para los Juegos Olímpicos de 2012.

### Arquitectura
La arquitectura londinense es muy heterogénea y por tanto no está caracterizada por ningún estilo particular, en parte debido a las diversas épocas a que pertenecen los edificios de la ciudad. Muchas grandes casas y edificios públicos, como la National Gallery, están construidos con piedra de Pórtland.
Algunas áreas de la ciudad, en particular la que está al oeste del centro, se caracterizan por sus fachadas estucadas o encaladas. En el centro de la ciudad quedan muy pocas estructuras anteriores al Gran Incendio de 1666: algo de la época romana, la medieval Torre de Londres y algunas construcciones del período Tudor. De esta última época data el palacio de Hampton Court, el palacio Tudor más antiguo que sobrevive en Inglaterra y que fue mandado construir por el cardenal Thomas Wolsey hacia 1515. Las iglesias diseñadas por Christopher Wren a fines del siglo XVII, las instituciones financieras de los siglos XVIII y XIX como el Royal Exchange y el Banco de Inglaterra, la corte de justicia Old Bailey de inicios del XX o el edificio residencial Barbican Estate de la década de 1960 conforman parte de una variada herencia arquitectónica.
También son interesantes la Battersea Power Station, construida en 1939 al suroeste junto al Támesis y hoy en desuso, y algunas estaciones de tren de estilo victoriano como St. Pancras y Paddington. El Monumento al Gran Incendio de Londres, una columna que se levanta en la City cerca del lugar en que se inició el fuego y que ofrece unas espectaculares vistas de la zona circundante, el Marble Arch y el Arco de Wellington, situados al norte y al sur de Park Lane respectivamente, el Albert Memorial y la Royal Albert Hall, que tienen conexiones con la realeza, son otras particularidades arquitectónicas de Londres. La Columna de Nelson en Trafalgar Square es un icono de la ciudad y un símbolo nacional. Por otra parte, son muy habituales los edificios de ladrillo visto con tonos anaranjados y rojizos, en algunas ocasiones decorados con molduras de yeso blanco.
En las zonas más densamente pobladas se levantan edificios de media y gran altura. Los rascacielos más altos de la ciudad, como el de 30 St Mary Axe, la torre Broadgate, Tower 42 y One Canada Square, se encuentran en las zonas financieras, la City y Canary Wharf. Las edificaciones de gran altura están restringidas en algunas zonas para no obstruir la visión de iconos como la catedral de San Pablo y otros edificios históricos. A pesar de ello, en el centro de Londres se han levantado algunos edificios de gran altura, como The Shard, que es uno de los edificios más altos de toda Europa. Otras construcciones notables erigidas en los últimos tiempos son el Ayuntamiento, situado en Southwark y con una peculiar forma oval, la Biblioteca Británica o el antiguo Millennium Dome, que en la actualidad funciona como edificio multiusos con el nombre de O2 Arena.

### Parques y jardines

St. James’s Park.

Los tres parques más grandes del centro de Londres son los Parques Reales: Hyde Park, los cercanos Jardines de Kensington al oeste del centro de la ciudad y Regent's Park, hacia el norte. Dentro de este último está el Zoológico de Londres, el zoológico científico más antiguo del mundo, y no muy lejos el famoso museo de cera Madame Tussauds. Cerca del centro de Londres se encuentran los más pequeños parques reales de Green Park y St. James’s Park.
Hyde Park es un lugar popular para practicar deporte y a menudo alberga conciertos al aire libre. Alejados del centro de la ciudad hay varios parques más, entre ellos Greenwich Park al sureste, Bushy Park y el parque Richmond (el más grande) al suroeste y Victoria Park al este. Primrose Hill, al norte de Regent’s Park, es una colina popular para observar el panorama urbano.
En Londres hay además otros espacios abiertos seminaturales, caso de Hampstead Heath en el norte de la ciudad, y el bosque de Epping al noreste, con una superficie de 2476 hectáreas. Dentro de Hampstead Heath está el palacio de Kenwood House, un lugar popular por sus conciertos de música clásica en verano junto al lago que atraen a miles de personas todos los fines de semana para disfrutar de la música, el paisaje y los fuegos artificiales. El bosque de Epping, por su parte, es lugar habitual para realizar actividades deportivas como bicicleta de montaña, senderismo, montar a caballo, jugar al golf o pescar.

### Fauna
La Sociedad de Historia Natural de Londres afirma que la capital británica es «una de las ciudades más verdes», pues más del 40 % de su superficie son espacios verdes. Según sus cálculos, existen en ella más de dos mil especies vegetales y en el río Támesis a su paso por la ciudad se pueden hallar ciento veinte especies de peces. También afirman que en el centro de Londres anidan sesenta tipos de aves y que en toda la metrópolis se han contabilizado cuarenta y siete especies de mariposas, 1173 de polillas y más de doscientas setenta de arañas. Las zonas de humedales de la ciudad son hogar de colonias de importancia nacional de aves acuáticas. Londres posee treinta y ocho Sitios de Especial Interés Científico, dos Reservas Naturales Nacionales y setenta y seis Reservas Naturales Locales.
En la capital son comunes los anfibios, incluyendo el tritón común que se puede encontrar en la zona de la Tate Modern, ranas, sapos comunes, tritones palmeados y tritones crestados, mientras que otros reptiles nativos como el lución, la lagartija vivípara, la culebra de collar o la víbora común europea tan solo viven en el Londres exterior.

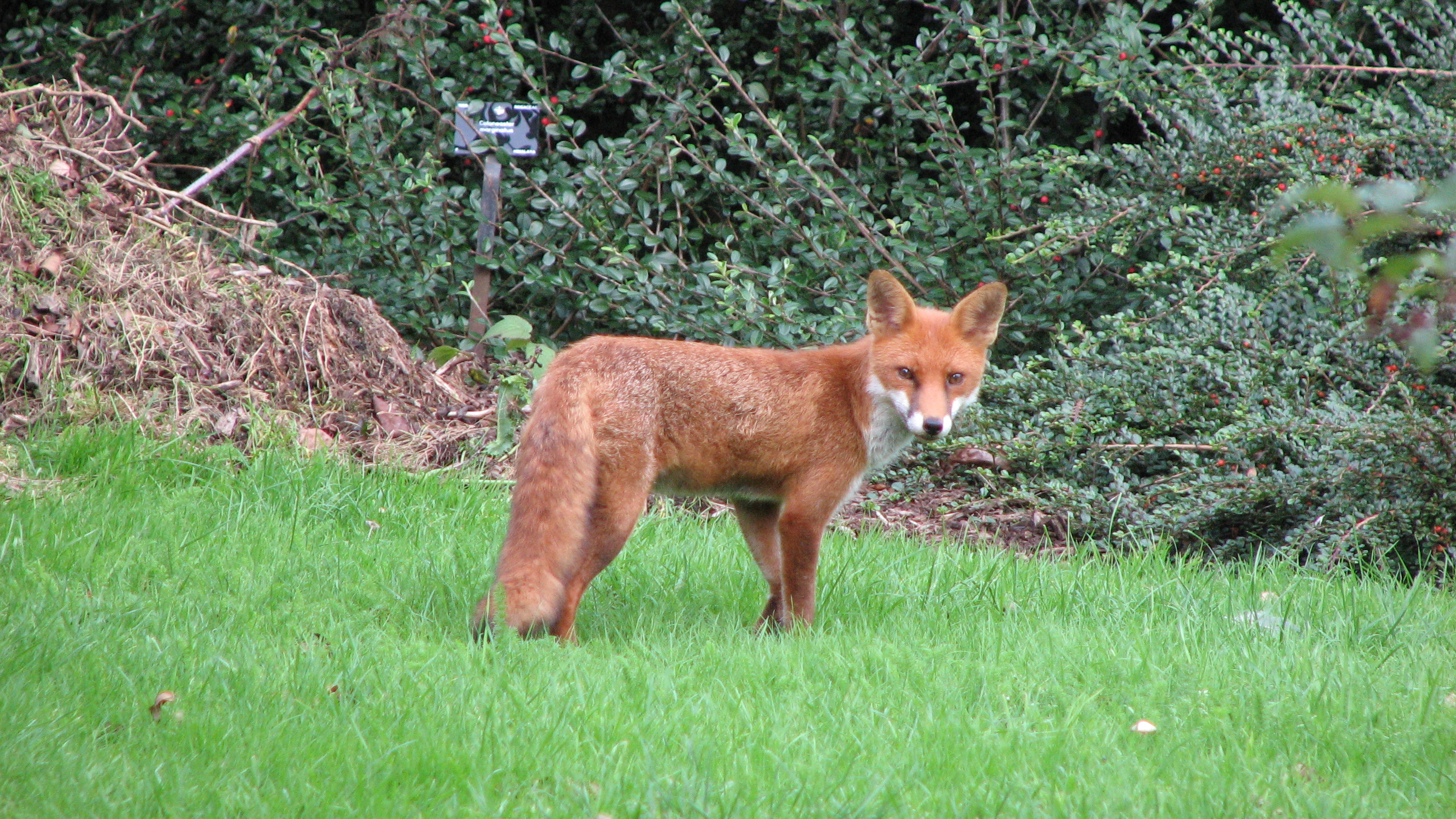
Zorro urbano de Londres, fotografiado en el Real Jardín Botánico de Kew.

Entre los habitantes de Londres hay diez mil zorros, lo que quiere decir que existen dieciséis zorros por cada milla cuadrada de la ciudad. Estos zorros urbanos son notablemente más audaces que sus primos del campo, comparten acera con los peatones y se reproducen en los patios traseros de los londinenses. Los zorros incluso se han colado en el Parlamento británico, donde se encontró uno durmiendo dentro de un archivador. Otro zorro penetró en los jardines del Palacio de Buckingham y dio muerte a algunos de los apreciados flamencos rosas de la reina Isabel II. Sin embargo, en general los londinenses y estos zorros conviven en paz. Una encuesta realizada en 2001 por La Sociedad de los Mamíferos reveló que al 80 % de los londinenses les gustaba tenerlos cerca.
Otros mamíferos que se pueden encontrar en la ciudad son erizos, ratas, ratones, conejos, musarañas, ratones de campo y ardillas. En las zonas verdes del Londres exterior, como el bosque de Epping, habitan liebres, tejones, topillos, ratones leonados, topos, musarañas o hurones, además de los ya mencionados zorros, ardillas y erizos. En el bosque de Epping se han contabilizado diez de las dieciocho especies de murciélagos de Inglaterra.
Entre los animales más inusuales que se han avistado en la capital británica están una nutria cerca del Puente de la Torre, una ballena en el río Támesis, palomas en el metro, una foca que es alimentada por los pescaderos del mercado de Billingsgate y zorros que han aprendido a «sentarse» si se les dan salchichas.
Por los parques Richmond y Bushy campan libremente manadas de ciervos y gamos, aunque todos los años en noviembre y febrero se cazan algunos ejemplares para mantener controlado su número. El bosque de Epping es conocido por sus gamos comunes, que pastan en rebaños al norte del bosque. En el Santuario del Ciervo, cerca de Theydon Bois al sureste de Londres, vive una peculiar población de gamos con melanismo que les da un pelaje negro. Un género de ciervos, los muntíacos, escaparon a comienzos del siglo XX de sus reservas y hoy se encuentran en pequeño número en el bosque de Epping, aunque son animales tímidos muy difíciles de ver. Los londinenses se han habituado a compartir la ciudad con aves y zorros, pero en los últimos tiempos se han empezado a ver más ciervos y gamos que durante la noche se adentran en barrios residenciales para aprovecharse de las zonas verdes de la capital británica.

## Demografía
Con la industrialización la población de Londres creció rápidamente en los siglos XIX y XX, tanto que durante gran parte del siglo XIX y principios del siglo XX fue la ciudad más populosa del mundo, hasta que Nueva York la superó en 1925. El número de habitantes de la capital alcanzó un pico de 8 615 245 en 1939, inmediatamente antes del estallido de la Segunda Guerra Mundial. En la segunda mitad de ese siglo el número total descendió ligeramente, pues en el censo de 2001 eran 7 192 091.
Sin embargo, en la primera década del presente siglo el total de habitantes volvió a crecer hasta los 8 173 941 y, según las estimaciones de la Autoridad del Gran Londres, basadas en los nacimientos, defunciones y patrones migratorios desde el censo de 2011, a principios de 2015 se superó ya el máximo histórico de población registrado en 1939.
Hay que tener en cuenta que los límites del área urbana se extienden más allá de las fronteras del Gran Londres y ésta sumaba 10 470 000 habitantes en 2017, mientras que el total de su área metropolitana se encuentra entre los doce y los catorce millones, dependiendo de la cuenta. Según Eurostat, la oficina estadística de la Unión Europea, Londres es el área metropolitana más poblada de toda la Unión Europea y la segunda del continente (la tercera si contamos a Estambul). Solo en la década de 1991 a 2001 llegaron a Londres 726 000 inmigrantes.
La región londinense cubre un área total de 1579 km² y tiene una densidad de población de 5177 habitantes por km², diez veces más que cualquier otra región de Inglaterra. En términos de población total, Londres ocupa el puesto diecinueve entre las ciudades más populosas del mundo y el dieciocho en la lista de áreas metropolitanas. También es la cuarta ciudad del mundo en la que viven más milmillonarios (en dólares estadounidenses) y una de las ciudades con el nivel de vida más caro, junto con Tokio y Moscú.

### Grupos étnicos
Según la Office for National Statistics británica, y sobre la base de las estimaciones del censo de 2011, el 59.8 % de los 8 173 941 habitantes de Londres son de raza blanca, distribuidos así: 44.9 % blancos británicos, 2.2 % blancos irlandeses, 0.1 % gitanos y nómadas irlandeses y 12.1 % clasificados como «otros blancos».
El 20.9 % de los londinenses son asiáticos o descendientes de parejas mixtas con asiáticos: el 19.7 % desciende de asiáticos plenos y el 1.2 % restante de parejas mixtas. Los indios son el 6.6 % de la población, seguidos de bangladesíes y pakistaníes, que son el 2.7 % cada uno. Los chinos suponen un 1.5 % y los árabes el 1.3 %. Otro 4.9 % se clasifica como «otros asiáticos». El 15.6 % de los habitantes de la capital británica son negros o tienen algún antepasado de raza negra. El 13.3 % son completamente negros y el 2.3 % mestizos. Los negros africanos son un 7.0 %, el 4.2 % negros caribeños y el 2.1 % «otros negros». El 5.0 % de los londinenses son multirraciales.
En todo Londres los niños de raza negra y asiática superan en número a los niños blancos británicos en una proporción de seis a cuatro en las escuelas públicas. Sin embargo, los niños blancos representan el 62 % de los 1 498 700 habitantes de la ciudad que tienen menos de quince años (el 55.7 % blancos británicos, el 0.7 % blancos irlandeses y el 5.7 % blancos de otras naciones de UE). Un estudio de la diversidad étnica y religiosa de Londres realizado en 2005 afirmaba que en la metrópolis se hablaban más de trescientos idiomas y que vivían más de cincuenta comunidades foráneas con más de diez mil miembros cada una. Las cifras de la Office for National Statistics muestran que a fecha de 2010 la población londinense nacida en el extranjero era de 2.65 millones (el 33 %), frente al 1.63 millones del año 1997.
El censo de 2011 mostró que el 36.7 % de la población del Gran Londres había nacido fuera de Reino Unido. La tabla de la derecha desgrana los países de nacimiento de las comunidades foráneas más numerosas de la ciudad, a fecha de 2011, que es el censo más reciente realizado. Una parte importante de la población londinense nacida en Alemania es probable que sean británicos hijos de miembros de las Fuerzas Armadas Británicas que tienen padres sirviendo en Alemania. Las estimaciones elaboradas por la Office for National Statistics indican que las cinco comunidades foráneas más numerosas de la urbe son las de nacidos en India, Polonia, Irlanda, Pakistán, Nigeria y Bangladés.

### Religión
| Religión en Londres (censo de 2011) |
| --- |
| |
| Cristianismo (61 %) Ateísmo (12.8 %) Islamismo (11.4 %) No declara religión (7.5 %) Hinduismo (4 %) Judaísmo (1.5 %) Sijismo (1.2 %) Otro (0.6 %) |

De acuerdo con el censo de 2011, el grupo religioso más numeroso de Londres son los cristianos (48.4 %), seguido de los Agnostisistas (20.7 %), musulmanes (12.4 %), los que no declaran ninguna religión (8.5 %), hindúes (5.0 %), judíos (1.8 %), sijes (1.5%), budistas (1.0 %) y otros (0.6 %).
Londres ha sido tradicionalmente cristiano y cuenta con muchas iglesias, especialmente dentro de la City. Las famosas catedrales de San Pablo, en la City de Londres, y de Southwark, situada al sur del río, son centros administrativos anglicanos. El arzobispo de Canterbury, cabeza de la Iglesia de Inglaterra y de toda la comunión anglicana, tiene su residencia principal en el palacio de Lambeth ubicado en el municipio de Lambeth.
Las ceremonias de importancia nacional y las de la realeza se celebran entre la catedral de San Pablo y la Abadía de Westminster. Esta abadía no debe confundirse con la cercana catedral de Westminster, que es la mayor catedral católica en Inglaterra y Gales. A pesar de la prevalencia de las iglesias de culto anglicano, la observancia de esta comunión cristiana es muy escasa y en general la asistencia a los oficios religiosos cristianos continúa un largo y lento declive, según demuestran las estadísticas de la Iglesia de Inglaterra.

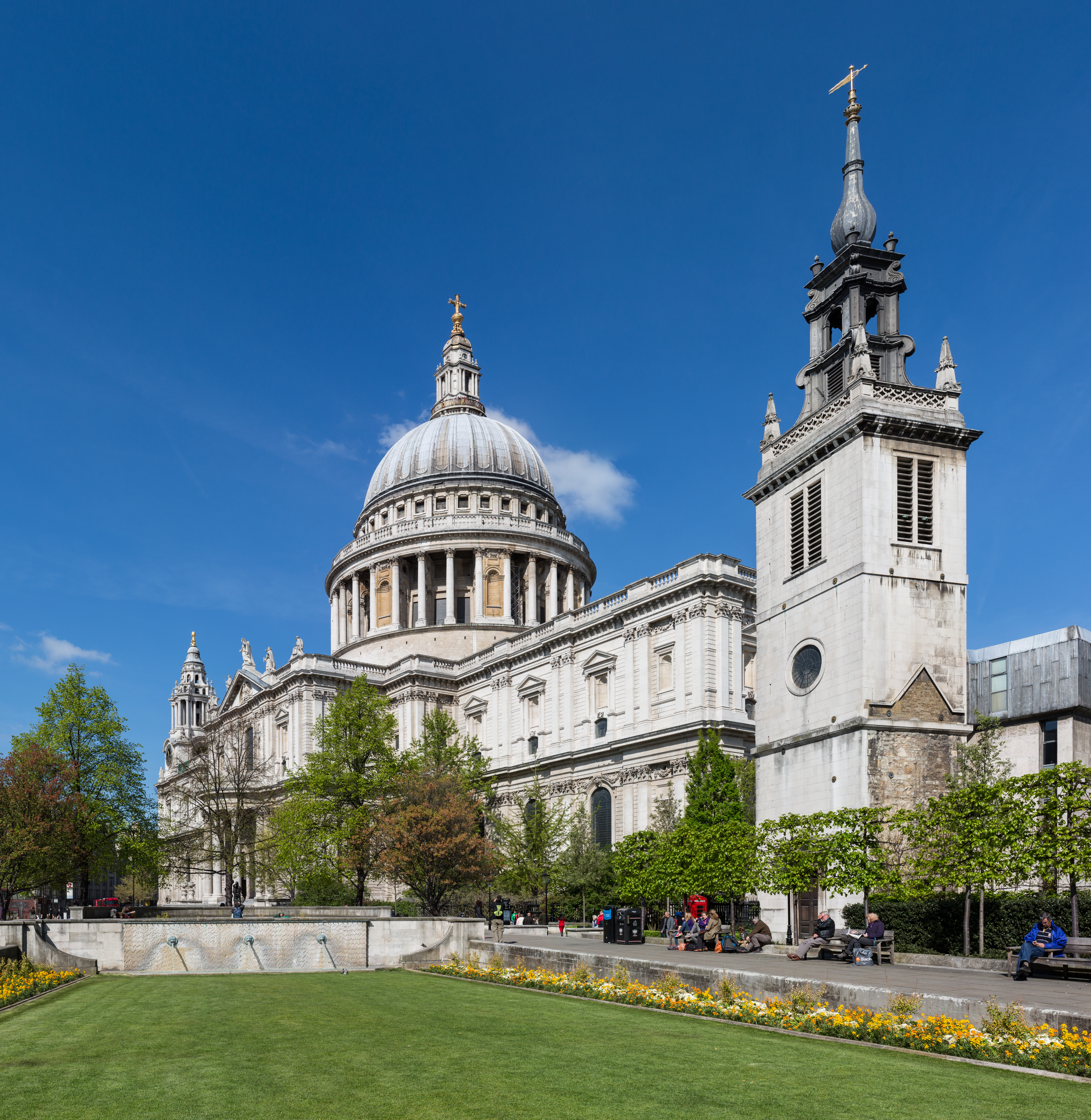
Catedral de San Pablo de Londres.

Londres es también el hogar de comunidades numerosas de musulmanes, sijes y judíos. Muchos musulmanes viven en Tower Hamlets y Newham, y el principal punto de reunión de esta comunidad es la Mezquita Central de Londres, ubicada junto a Regent's Park. La bonanza económica que el petróleo ha llevado a muchos países musulmanes ha hecho crecer en la ciudad el número de musulmanes adinerados procedentes de oriente medio, residentes mayoritariamente alrededor de Mayfair y Knightsbridge, al oeste de Londres. En Londres está la mayor mezquita de Europa occidental, Baitul Futuh, de la Comunidad Ahmadía. Las comunidades hindúes más numerosas de la capital británica viven en los municipios de Harrow y Brent, al noroeste, en el segundo de los cuales se halla uno de los mayores templos hindúes de Europa, el Templo Neasden. La ciudad tiene otros cuarenta y dos templos hindúes. Las comunidades sijes se encuentran en el este y el oeste de Londres y también cuentan con el mayor templo del sijismo fuera de la India.
La mayor parte de los judíos británicos viven en Londres, donde hay importantes comunidades en Stamford Hill, Stanmore, Golders Green, Hampstead, Hendon y Edgware. La Sinagoga de Stanmore and Canons Park cuenta con un mayor número de miembros que cualquier otra sinagoga ortodoxa en Europa. Esta comunidad creó en el año 2006 el Foro Judío de Londres.

### Acento
El acento londinense adquirió hace mucho tiempo el nombre de cockney, una forma de hablar similar a la del resto del sudeste de Inglaterra. Sin embargo, el acento del londinense del siglo XXI es muy diverso y el que se está haciendo más común entre los menores de treinta años es cierta fusión de cockney, la pronunciación recibida, además de toda una serie de acentos «étnicos», particularmente caribeños, que dan forma al habla bautizada como inglés multicultural de Londres.

## Economía

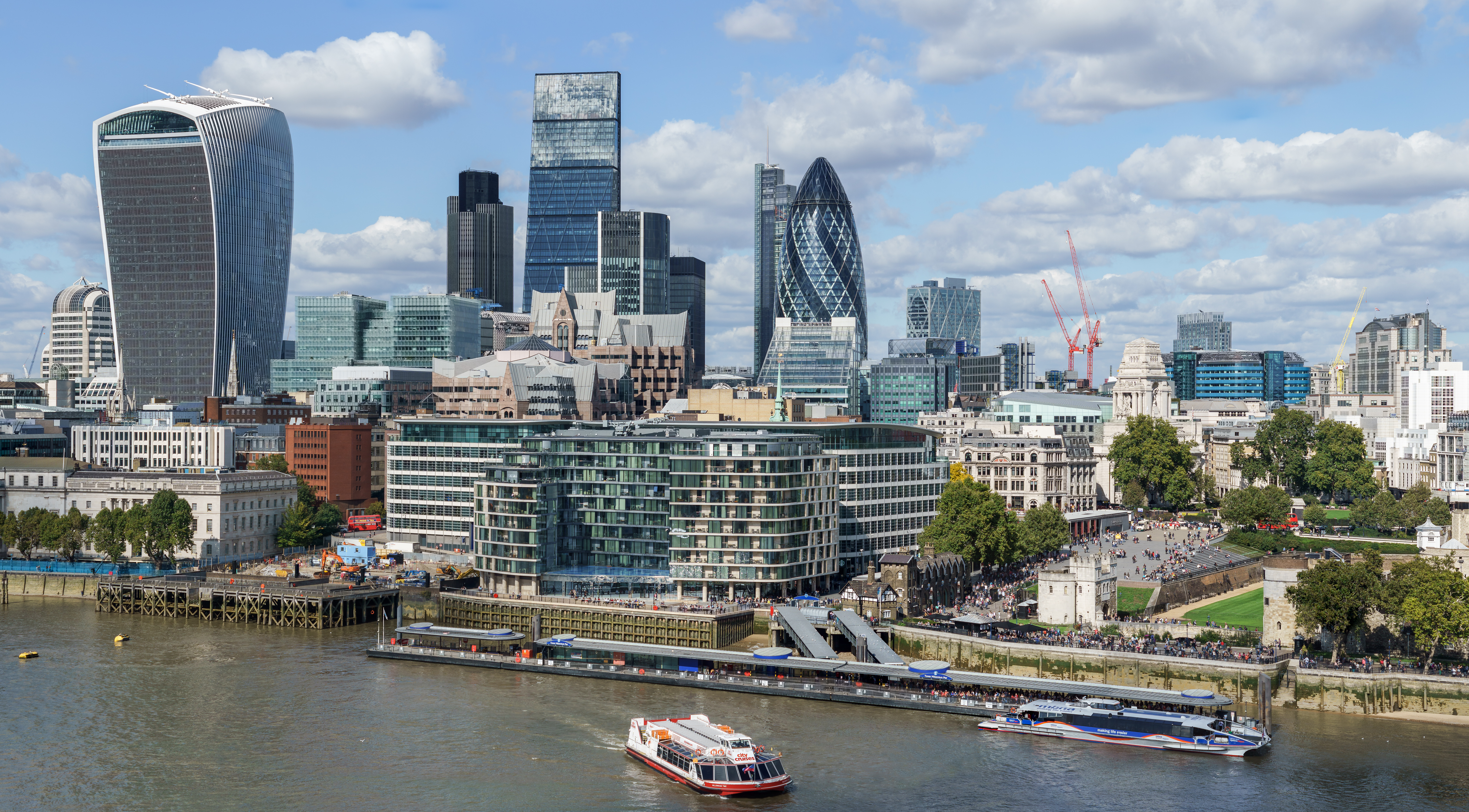
La City de Londres es uno de los centros financieros más grandes del mundo.

Londres genera aproximadamente el 20 % de todo el producto interior bruto de Reino Unido, y su enorme área metropolitana, que es la más extensa de Europa, el 30 % del total de la nación. Londres es además uno de los principales centros financieros del mundo, tanto que compite con Nueva York como el lugar preeminente de las finanzas internacionales. En efecto, las finanzas son la mayor industria de la ciudad y sus exportaciones financieras la convierten en un importante contribuyente a la balanza de pagos del Reino Unido. A mediados de 2007 unas 325 000 personas trabajaban en los servicios financieros en Londres, una ciudad que cuenta con cuatrocientos ochenta bancos extranjeros, más que cualquier otra ciudad del mundo. Alrededor del 85 % de la población activa del Gran Londres (3.2 millones de personas) está empleada en el sector servicios. Sin embargo, y debido a su importante rol en este sector, la economía londinense se ha visto muy afectada por la crisis financiera de finales de la primera década del presente siglo y varios miles de personas que trabajaban en las finanzas han perdido su trabajo.
En la City de Londres se encuentran el Banco de Inglaterra, la Bolsa de Londres y el mercado de seguros Lloyd's of London. Alrededor de la mitad de las cien compañías que cotizan en el índice bursátil FTSE 100 y en torno a un centenar de las quinientas empresas más grandes de Europa tienen su sede en Londres. Además, el 70 % de las empresas del FTSE 100 están localizadas dentro del área metropolitana de la ciudad y el 75 % de las empresas de la lista Fortune 500 tienen oficinas en Londres.
Además de los servicios profesionales, en Londres se concentran muchas empresas del sector de los medios de comunicación y la industria de la distribución de medios de comunicación es el segundo sector más competitivo de la economía de la ciudad. La BBC tiene muchos trabajadores, aunque solo es una de las muchas empresas del sector con sede alrededor de la City. Asimismo, muchos periódicos británicos se editan en Londres. La urbe es un centro comercial muy importante y en 2010 tuvo mayores ventas al por menor no alimentarias que cualquier otra ciudad del mundo. El Puerto de Londres es el segundo más grande del país y gestiona cuarenta y cinco millones de toneladas de mercancías todos los años.
Londres tiene cinco grandes distritos de negocios: The City, Ciudad de Westminster, Canary Wharf, Camden & Islington y Lambeth & Southwark. Una manera de hacerse a la idea de su importancia relativa es mirar sus espacios de oficina: el Gran Londres tenía veintisiete millones de metros cuadrados de espacio de oficinas en 2001, ocho de ellos solo en la City. Por otra parte, la ciudad tiene algunos de los precios inmobiliarios más altos del mundo.

### Turismo

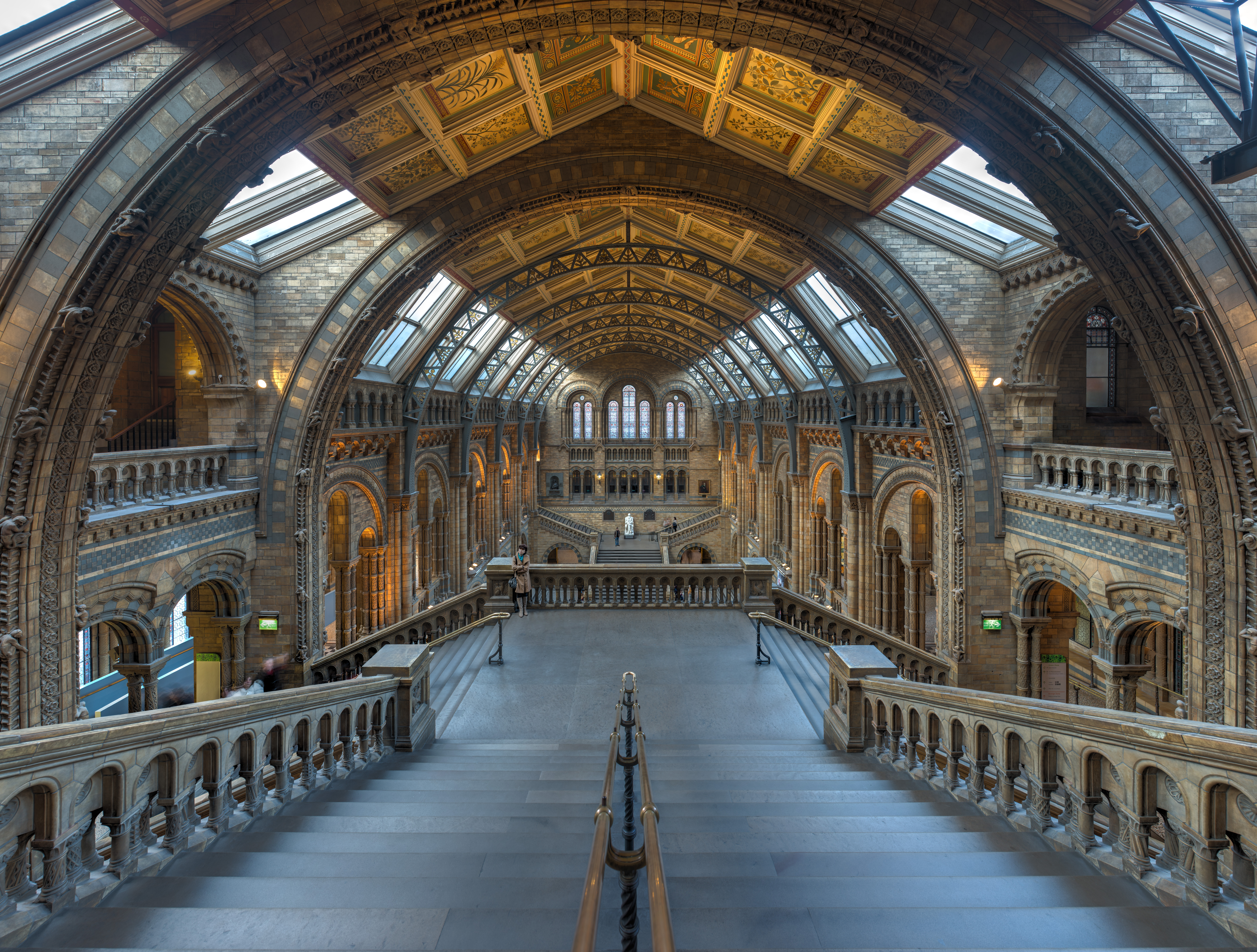
El Museo de Historia Natural de Londres es uno de los lugares más visitados por los turistas.

Londres es un destino turístico muy popular, por lo que esta es una de sus principales industrias: trescientas cincuenta mil personas trabajaban a tiempo completo en el sector turístico en 2003, un sector que deja anualmente en la ciudad unos quince mil millones de libras. El número de habitaciones de hotel en la capital británica era de 138 769 en 2015, un número que está en constante crecimiento. En la ciudad se gasta el 54 % del total de dinero que los visitantes dejan en Reino Unido al año. En 2016 fue la ciudad más turística de Europa con más de veinte millones de visitantes ese año y también el destino turístico número uno según los usuarios del influyente sitio web de viajeros TripAdvisor.
En 2015, los diez lugares más visitados por los turistas en Reino Unido estaban todos en Londres:
1. Museo Británico
2. National Gallery
3. Museo de Historia Natural
4. Southbank Centre
5. Tate Modern
6. Museo de Victoria y Alberto
7. Museo de Ciencias
8. Somerset House
9. Torre de Londres
10. National Portrait Gallery

## Transporte

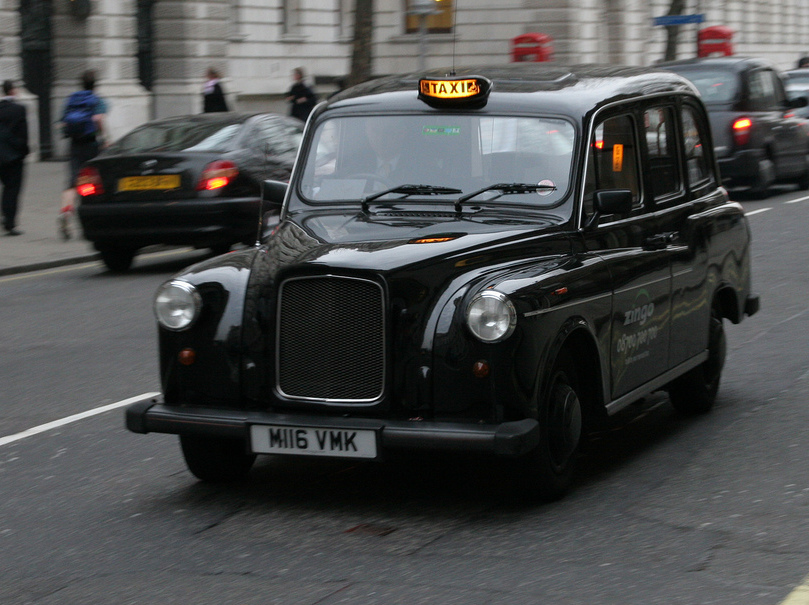
Un taxi de Londres, también conocido en inglés como hackney carriage.

El transporte en la ciudad es una de las cuatro áreas principales gestionadas por el alcalde de Londres, aunque sus competencias presupuestarias no abarcan la red de trenes de larga distancia que entra en la ciudad. En 2007 el alcalde asumió la responsabilidad de algunas líneas locales de tren, las que ahora forman la red London Overground, que así se sumaban a sus responsabilidades previas sobre el metro, los tranvías y los autobuses urbanos. La red de transporte público de Londres, que es una de las más extensas del mundo, es administrada por Transport for London. El desplazamiento en bicicleta es cada vez más popular en Londres y la London Cycling Campaign intenta mejorar esta forma de desplazamiento por la ciudad.
Las líneas que forman el metro de Londres, los tranvías y los autobuses se convirtieron en parte de un sistema de transporte integrado mediante la creación en 1933 de la organización London Passenger Transport Board. En la actualidad es Transport for London el cuerpo de gobierno local responsable de la mayor parte de los aspectos concernientes al sistema de transporte del Gran Londres y está dirigida por una junta y un comisionado designado por el propio alcalde.

### Aeropuertos

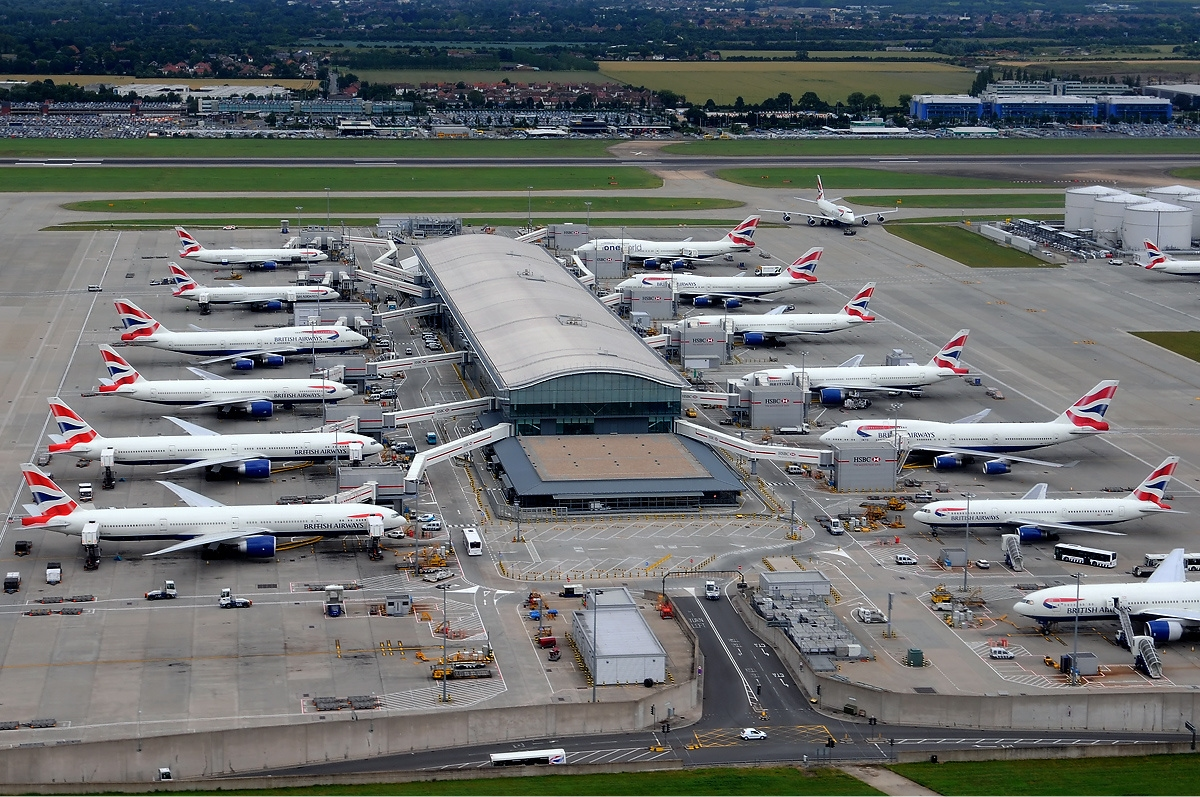
Terminal 5 del aeropuerto de Londres-Heathrow, el aeropuerto con más tráfico internacional del mundo.

Londres es uno de los principales centros del tráfico aéreo mundial y además tiene el espacio aéreo urbano más grande. Ocho aeropuertos tienen la palabra Londres en su nombre, pero la mayor parte del tráfico aéreo pasa por seis de ellos.
- Aeropuerto de Londres-Heathrow, en Hillingdon, al oeste de la ciudad, es el aeropuerto con más tráfico aéreo internacional del mundo y la base de la aerolínea de bandera de Reino Unido, British Airways.[200] En marzo de 2008 se inauguró la quinta terminal de Heathrow.[201] Hubo planes para crear una tercera pista de aterrizaje y una sexta terminal, pero fueron cancelados en mayo de 2010 por el gobierno británico.[202]

- Aeropuerto de Londres-Gatwick, ubicado al sur de la ciudad en el condado de Sussex Occidental, maneja un tráfico similar, además de algunas aerolíneas de bajo costo que realizan vuelos de corta distancia.[203]

- Aeropuerto de Londres-Stansted, al noreste de la ciudad, en Essex, es el aeropuerto principal de Ryanair en Reino Unido.[204]

- Aeropuerto de Londres-Luton, al norte en Bedfordshire, da servicio principalmente a compañías de bajo coste y corta distancia.[205]

- Aeropuerto de la Ciudad de Londres, el más pequeño y más céntrico de todos, da servicio a vuelos de negocios y tiene un considerable tráfico de jets privados.[206]

- Aeropuerto de Londres-Southend, en Essex al este de la ciudad, es un pequeño aeropuerto regional para vuelos de bajo coste y corta distancia. Recientemente ha sido remodelado y ahora tiene una nueva terminal, una pista más grande y una nueva estación de tren que ofrece rápidos trayectos hasta la capital.[207]

### Autobuses y tranvías

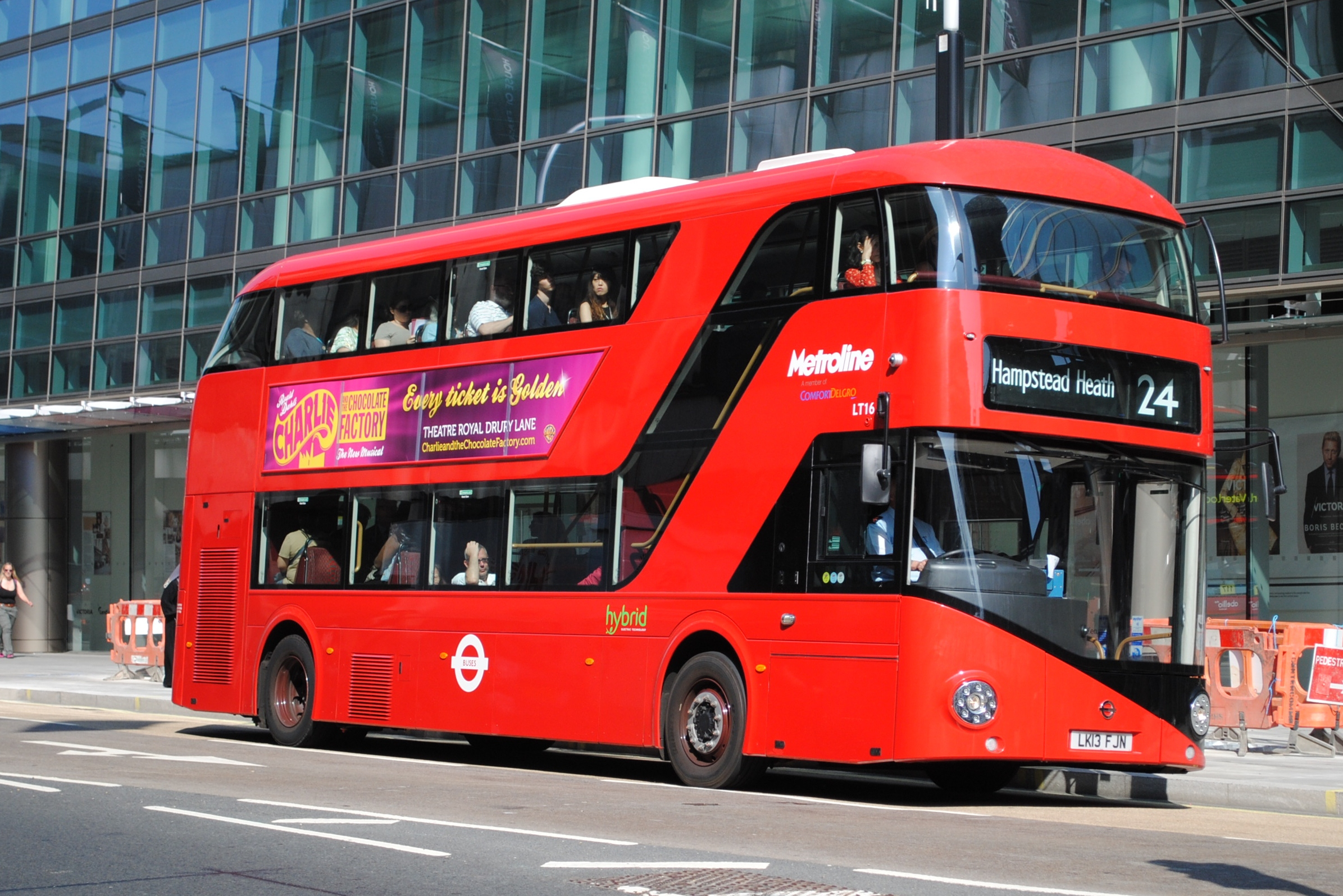
El autobús New Routemaster, rojo y de dos pisos, es un símbolo icónico de Londres.

La red de autobuses de Londres es una de las más grandes del mundo: funciona 24 horas al día, cuenta con ocho mil autobuses, setecientas líneas y tiene unos seis millones de usuarios diarios. En 2003 esta red realizó un millón y medio de desplazamientos de corta distancia, más que el metro. Sus beneficios anuales son de unos ochocientos cincuenta millones de libras. La ciudad también posee la mejor red de accesibilidad para sillas de ruedas y desde el año 2007 se hizo más accesible para personas con deficiencias auditivas o visuales gracias, en parte, a la introducción de avisos audiovisuales. Los distintivos autobuses rojos de dos pisos y los taxis negros de diseño retro son, junto al metro, iconos internacionales de Londres.
La capital británica tiene también una red moderna de tranvías, conocida como Tramlink y con sede en Croydon, al sur de la ciudad. Cuenta con treinta y nueve paradas, tres rutas y transportó a 26.5 millones de personas en 2008. Desde ese mismo año Tramlink pertenece a Transport for London, organismo que tiene previsto invertir cincuenta y cuatro millones de libras hasta el año 2015 en el mantenimiento, renovación y ampliación de la capacidad del servicio. Desde 2009 todos sus tranvías han sido reformados.

### Teleférico
Londres cuenta con el teleférico denominado Emirates Air Line, inaugurado en junio de 2012 y cruza el río Támesis uniendo la península de Greenwich con los Royal Docks, en el este de la ciudad. Este telecabina está integrado con la tarjeta Oyster de Londres, que simplifica los pagos en el transporte público.

### Bicicleta
El transporte en bicicleta en Londres ha vivido un renacimiento en el siglo XXI. Los ciclistas disfrutan de un modo de transporte por la ciudad más barato y a veces más rápido que el transporte público o los coches privados. El lanzamiento de un sistema de bicicletas compartidas en julio de 2010 ha sido un éxito y goza de gran aceptación entre los londinenses.

### Puerto y lanchas colectivas

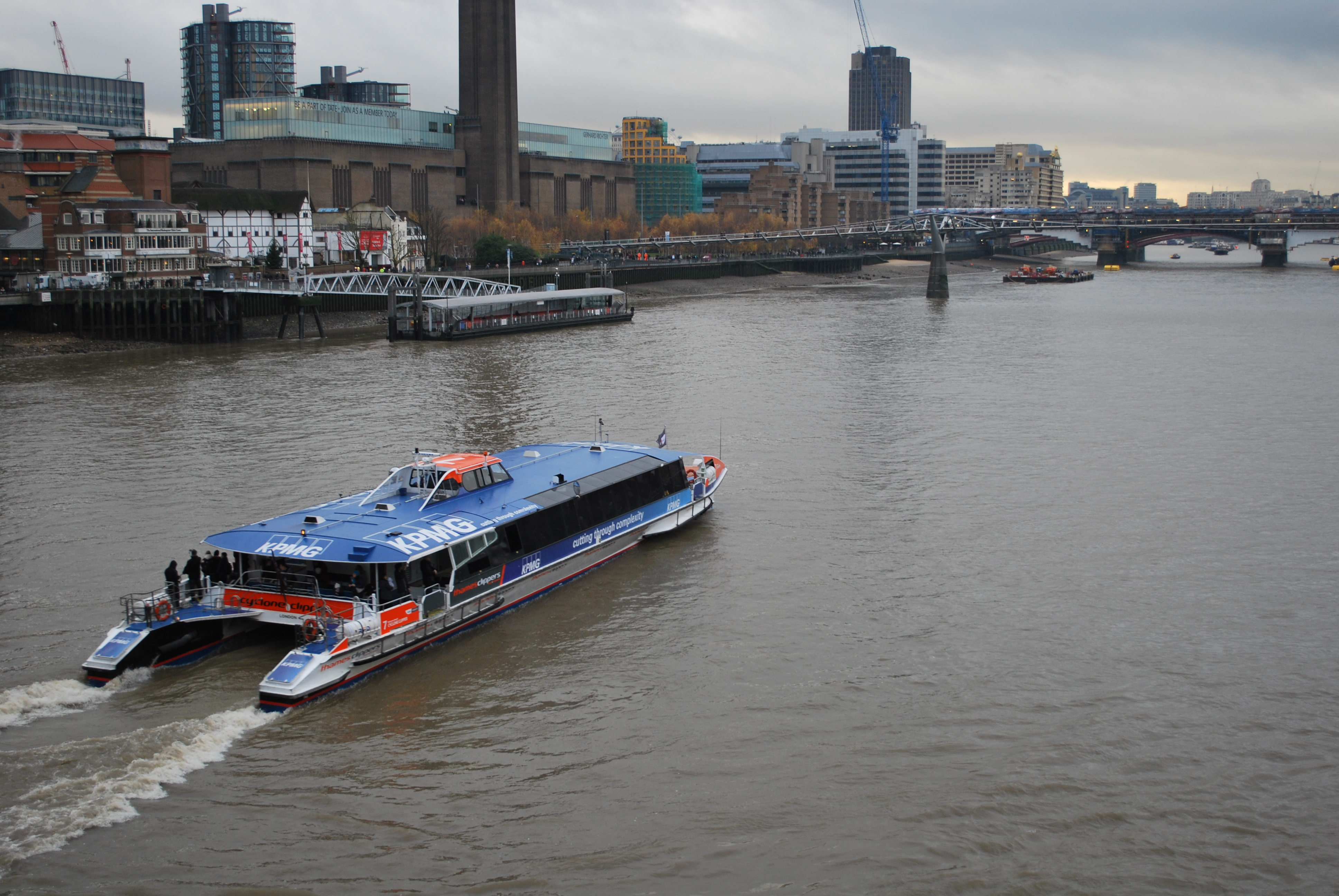
La Cyclone, una de las lanchas colectivas que atraviesan regularmente el Támesis.

El puerto de Londres fue antaño el más grande del mundo, pero hoy solo es el segundo de Reino Unido. Mueve todos los años 45 millones de toneladas de mercancías, la mayor parte de las cuales pasan en realidad por el puerto de Tilbury, que queda fuera de los límites del Gran Londres.
Londres posee un servicio regular de lanchas colectivas en el Támesis que realizan el cruce del río cada veinte minutos entre los muelles de Embankment Pier y North Greenwich Pier. Además existe el Woolwich Ferry, un transbordador gratuito que transporta tanto pasajeros como vehículos y que usan 2.5 millones de personas cada año entre las carreteras radiales norte y sur de Londres. El transporte de pasajeros por el río lo administra London River Services, una división de Transport for London.

### Tren
Metro

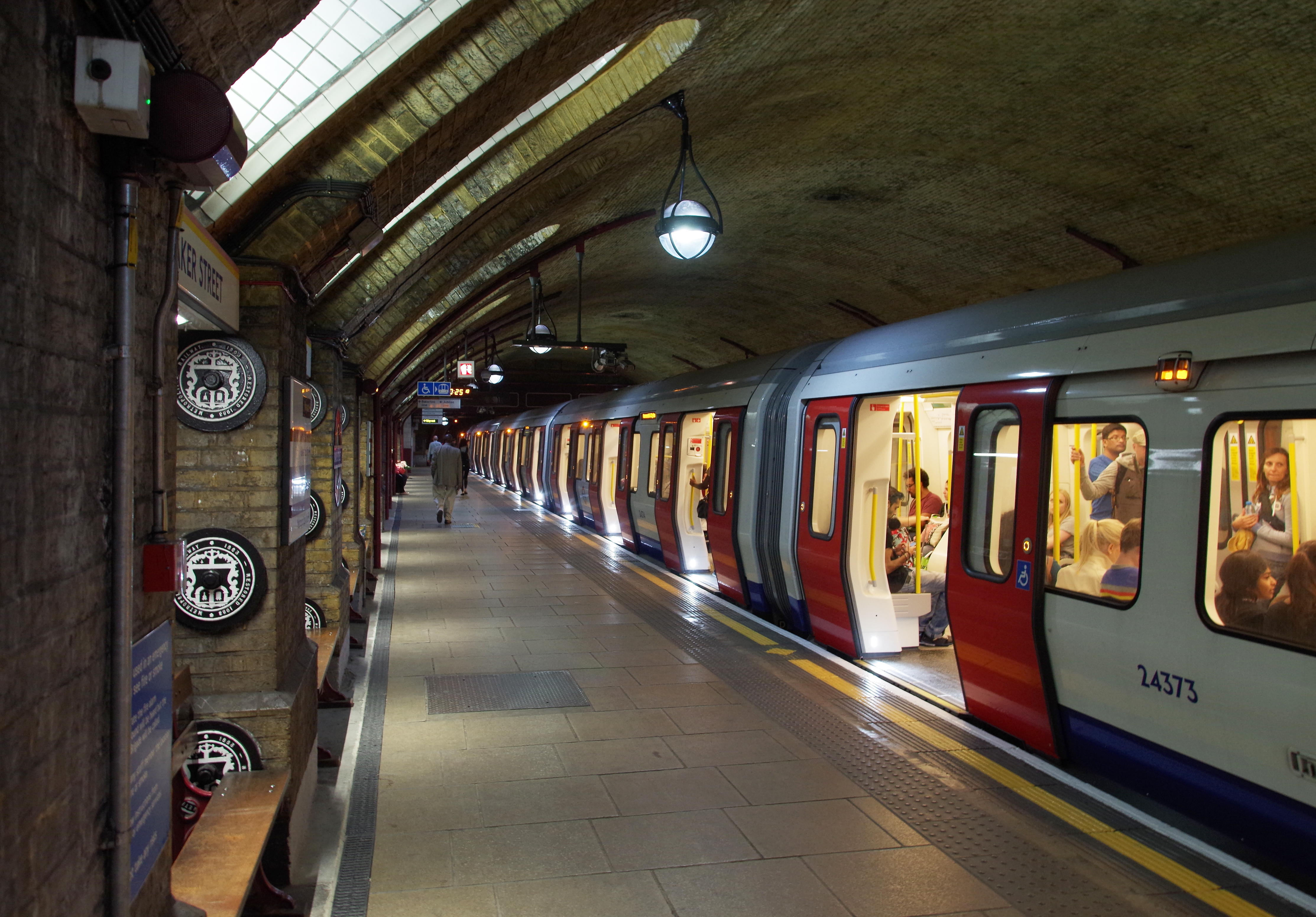
El metro de Londres, conocido como The Tube, es el más antiguo del mundo y el segundo más extenso.

El metro de Londres —conocido coloquialmente como The Tube— es el más antiguo y el segundo más extenso del mundo. Entró en funcionamiento en 1863 y en la actualidad tiene doscientas setenta estaciones. En sus inicios fue construido y puesto en funcionamiento por varias compañías privadas y tuvo la primera línea de metro de tracción eléctrica del mundo, la City & South London Railway. Todos los días usan el metro londinense tres millones de pasajeros, en torno a mil millones al año. Un programa de inversiones está intentando resolver sus problemas de congestión y fiabilidad, a pesar de lo cual Londres ha sido elogiada por ser la ciudad con el mejor transporte público. El sistema de tren ligero Docklands Light Railway, que empezó a funcionar en 1987, es un segundo sistema de metro, más local, que usa trenes más pequeños y ligeros para trayectos entre London Docklands y Greenwich.
Tren de cercanías
También existe en la capital una extensa red de trenes de cercanías compuesta por 366 estaciones de ferrocarril, especialmente en el sur de Londres, que es donde menos líneas de metro existen. En la ciudad está la estación de tren con más movimientos de todo el país, la estación de Waterloo, por cuyo complejo de intercambio (que incluye la estación de Waterloo este) pasan 184 millones de personas cada año. Las estaciones dan servicio al sur de Londres y de Inglaterra. La mayoría de líneas de ferrocarril terminan hacia el centro de la ciudad, en dieciocho estaciones de tren, con la excepción de los trenes Thameslink que conectan Bedford en el norte con Brighton en el sur a través de los aeropuertos de Luton y Gatwick.
Con la necesidad de una mayor capacidad ferroviaria en Londres, se espera que en 2019 entre en funcionamiento Crossrail, una nueva red de ferrocarril en dirección este-oeste que atravesará los home counties y Londres, con una línea hasta el aeropuerto de Londres-Heathrow. En la actualidad es el mayor proyecto constructivo de Europa y tiene un coste previsto de quince mil millones de libras.
Intercity e internacional

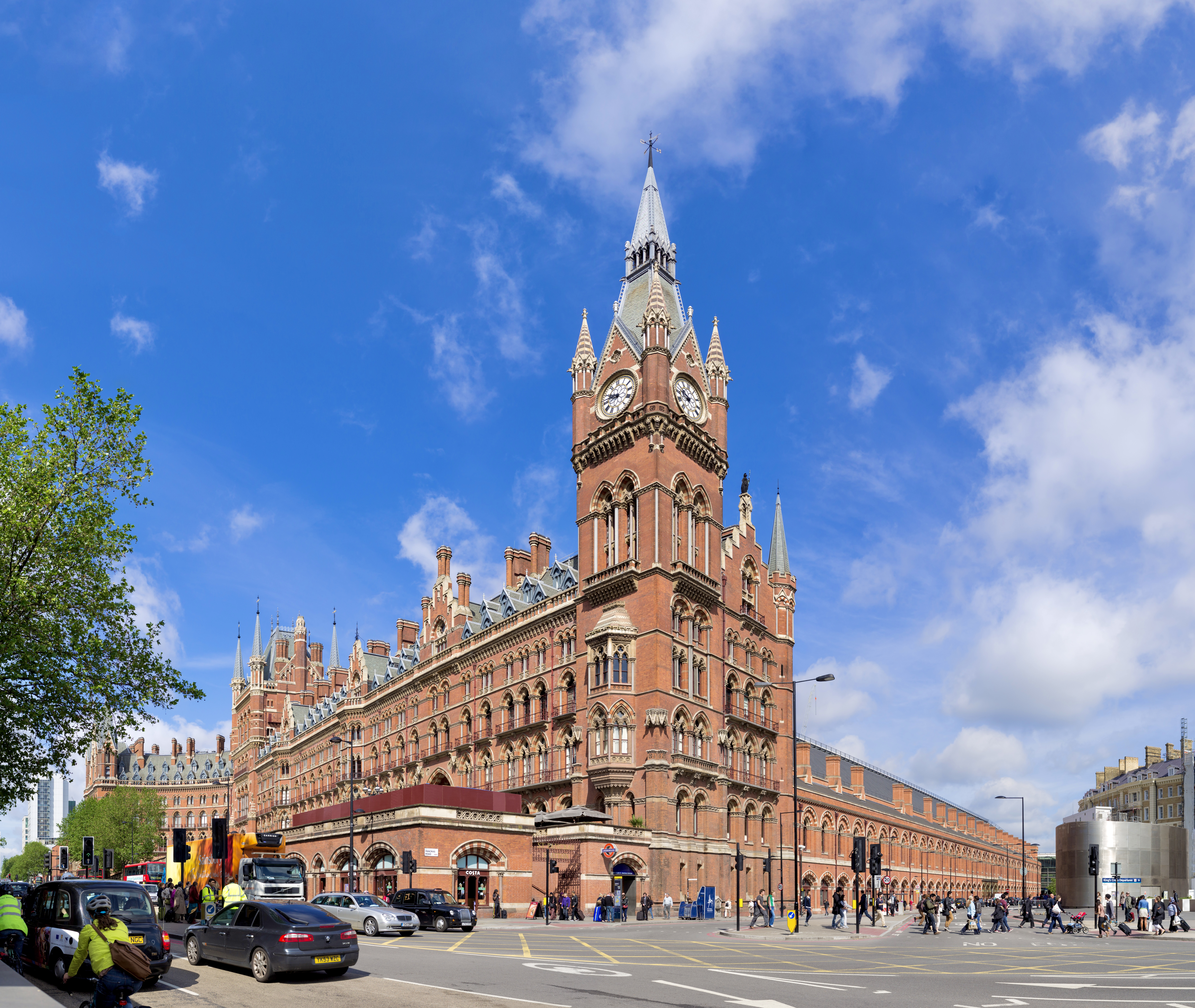
La estación de St. Pancras es la terminal principal para los trenes Eurostar y la línea de alta velocidad Londres-Eurotúnel.

Londres es el centro de la red ferroviaria nacional de Reino Unido, pues en la ciudad arrancan y terminan el 70 % de las líneas de tren del país. Al igual que los trenes de cercanías, los trenes regionales e intercity parten desde varias terminales del centro de la ciudad que unen Londres con el resto de Gran Bretaña, incluyendo: Cambridge, Bristol, Cardiff, Exeter, Birmingham, Sheffield, Southampton, Leeds, Mánchester, Newcastle, Edimburgo y Glasgow.
Desde 2007 el tren de alta velocidad Eurostar une la estación internacional de St. Pancras con Lille, París y Bruselas, en el continente. Los viajes en tren a París y Bruselas, que duran dos horas y cuarto y dos horas y cincuenta minutos, respectivamente, hacen que Londres esté más cerca de la Europa continental que de muchas partes de Gran Bretaña gracias a la línea de alta velocidad Londres-Eurotúnel que cruza bajo el canal de la Mancha. Los primeros trenes británicos de alta velocidad comenzaron a funcionar en 2009 uniendo Londres con Kent, al sureste.

### Carreteras
Aunque la mayoría de desplazamientos por el centro de Londres se realizan en transporte público, en los suburbios es más común el uso del coche. La carretera de circunvalación interior (alrededor del centro de la ciudad), las carreteras circulares norte y sur y la autopista de circunvalación M25 rodean toda el área urbana de la ciudad y están intercomunicadas por varias carreteras radiales. Sin embargo, muy pocas autopistas llegan hasta el centro de la ciudad. La M25 es la carretera de circunvalación más larga del mundo con sus 195.5 km. Las carreteras A1 y M1 conectan la capital con Edimburgo, Leeds y Newcastle.
En la década de 1960 se preparó un plan para crear una completa red de autopistas por toda la ciudad, pero la mayor parte fue cancelado en los años 1970. En 2003 se introdujo una tarifa de congestión para reducir el volumen de tráfico en el centro de Londres. Con pocas excepciones, los motoristas deben pagar diez libras al día para circular por una zona bien definida que abarca gran parte del congestionado centro de la ciudad. Londres es famoso por sus atascos de tráfico, especialmente en la M25, que es la autopista con más tránsito de todo el país, y la velocidad media de los coches en hora punta no supera los 17 km/h. Gracias al peaje impuesto para transitar por el centro, el número de coches se ha reducido en esta zona de la ciudad de 195 000 a 125 000, una reducción del 35 % cada día.

## Educación

### Educación primaria y secundaria
La mayor parte de los centros educativos de primaria y secundaria de Londres son públicos y están controlados por los respectivos municipios de la ciudad. Existen además muchos centros privados, algunos muy antiguos y prestigiosos como City of London School, Harrow School, St Paul's School, University College School, Highgate School y Westminster School.

### Educación superior
Londres es una ciudad con gran peso en el mundo de la educación superior y la investigación, y sus cuarenta y tres universidades conforman la mayor concentración de centros de estudios superiores de toda Europa. En el curso 2008-09 la ciudad tuvo una población universitaria que rondaba los 412 000 estudiantes, aproximadamente el 17 % de todo el país, de los cuales 287 000 estaban registrados en carreras universitarias y 118 000 en estudios de posgrado. En ese mismo curso escolar hubo 97 150 estudiantes extranjeros en Londres, lo que suponía un 25 % de todos los de Reino Unido.

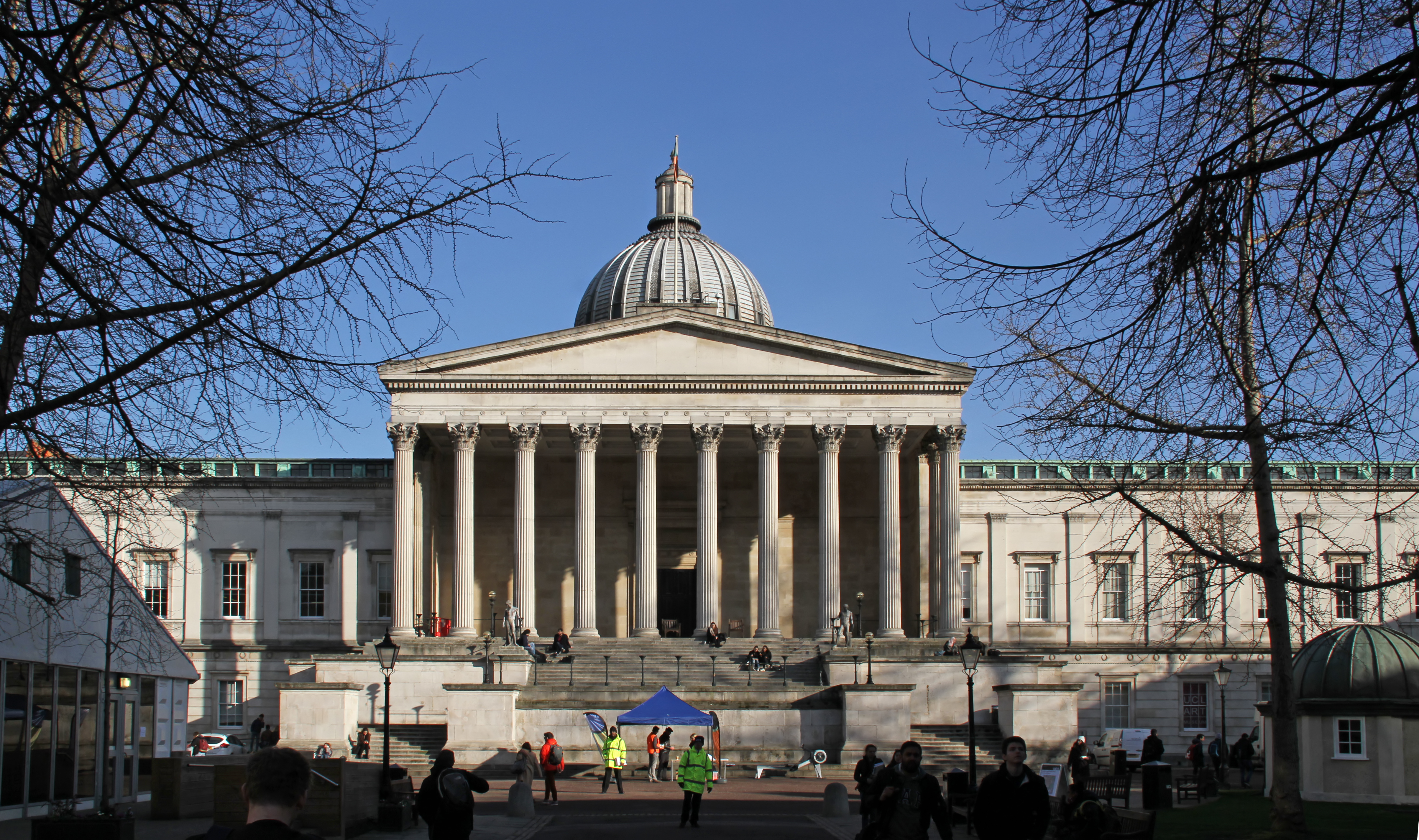
El edificio Wilkins del University College de Londres.

En Londres están algunas de las instituciones educativas más prestigiosas del mundo. En la Clasificación mundial de universidades QS elaborada en 2012, el University College de Londres estaba en el 4.º lugar, el Imperial College London en el 6.º y el King's College de Londres en el 26.º La London School of Economics es considerada la institución líder mundial en la investigación y desarrollo en ciencias sociales y la London Business School está entre las mejores escuelas de negocio, pues su programa MBA fue considerado el mejor del mundo por la revista Financial Times.
Con sus 125 000 estudiantes, la Universidad de Londres, que es pública, es la mayor universidad de educación presencial de todo el continente. Está compuesta por cuatro universidades y sus respectivas facultades —el King's College, Queen Mary, Royal Holloway y University College—, además de varias instituciones más pequeñas y especializadas como Birkbeck, Instituto de Arte Courtauld, Goldsmiths, Guildhall School of Music and Drama, London Business School, London School of Economics, Escuela de Higiene y Medicina Tropical de Londres, Royal Academy of Music, Central School of Speech and Drama, Royal Veterinary College y la Escuela de Estudios Orientales y Africanos. Cada uno de estos miembros de la Universidad de Londres tiene sus propios procedimientos de admisión y sus propios premios a los estudios que imparten.
En la ciudad hay otras instituciones de estudios superiores ajenas a la Universidad de Londres, entre ellas la Universidad Brunel, la Universidad de la City de Londres, el Imperial College London, la Universidad de Kingston, la Universidad Metropolitana de Londres (que con 34 000 estudiantes es la mayor universidad unitaria de la ciudad), la Universidad London South Bank, la Universidad de Middlesex, la University of the Arts London (la más grande de Europa en su campo), la Universidad de East London, la Universidad West London y la Universidad de Westminster. Además, en la capital británica existen tres universidades internacionales: Regent's College London, Universidad de Richmond y Schiller International University.

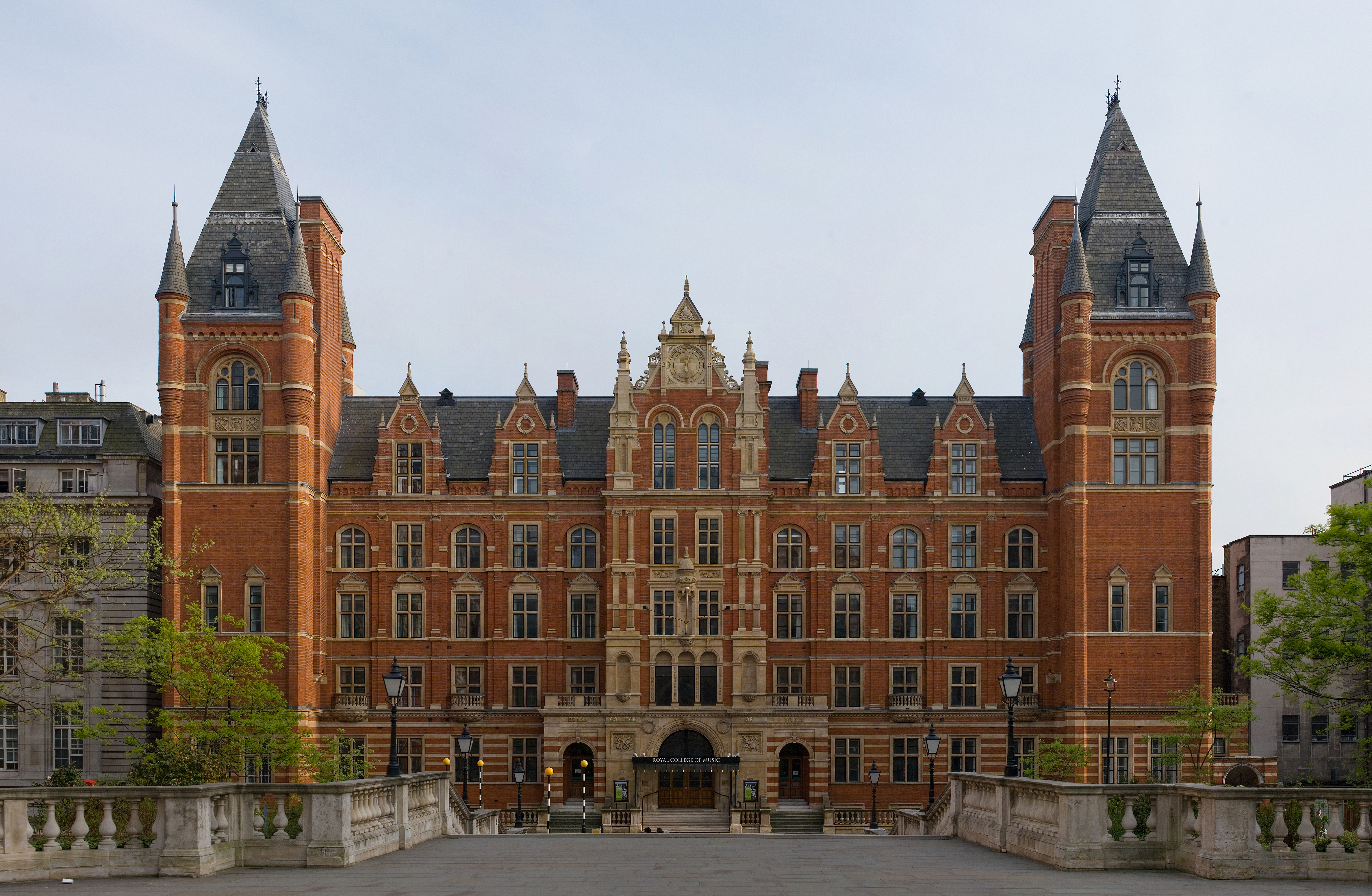
Fachada del Royal College of Music.

Londres cuenta con cinco grandes facultades de medicina —Barts and The London School of Medicine and Dentistry, King's College London School of Medicine (la mayor escuela de medicina de Europa), Imperial College School of Medicine, UCL Medical School y St George's— y numerosos hospitales de prácticas a ellas asociados. La ciudad también es un lugar destacado para la investigación biomédica gracias a sus centros académicos de ciencias de la salud: Imperial College Healthcare, King's Health Partners y UCL Partners (el mayor centro de este tipo en todo el Viejo Continente). Entre las muchas escuelas de negocio de la ciudad están Cass Business School, London School of Business and Finance (LSBF), ESCP Europe, European Business School London, Imperial College Business School y London Business School. Asimismo, en Londres se hallan varias instituciones especializadas en el mundo de las artes: Academy of Live and Recorded Arts, LAMDA, London Contemporary Dance School, Real Academia de Arte Dramático, Royal College of Art, Ballet Rambert, Royal College of Music y Trinity Laban Conservatoire of Music and Dance.

## Cultura

### Ocio y entretenimiento

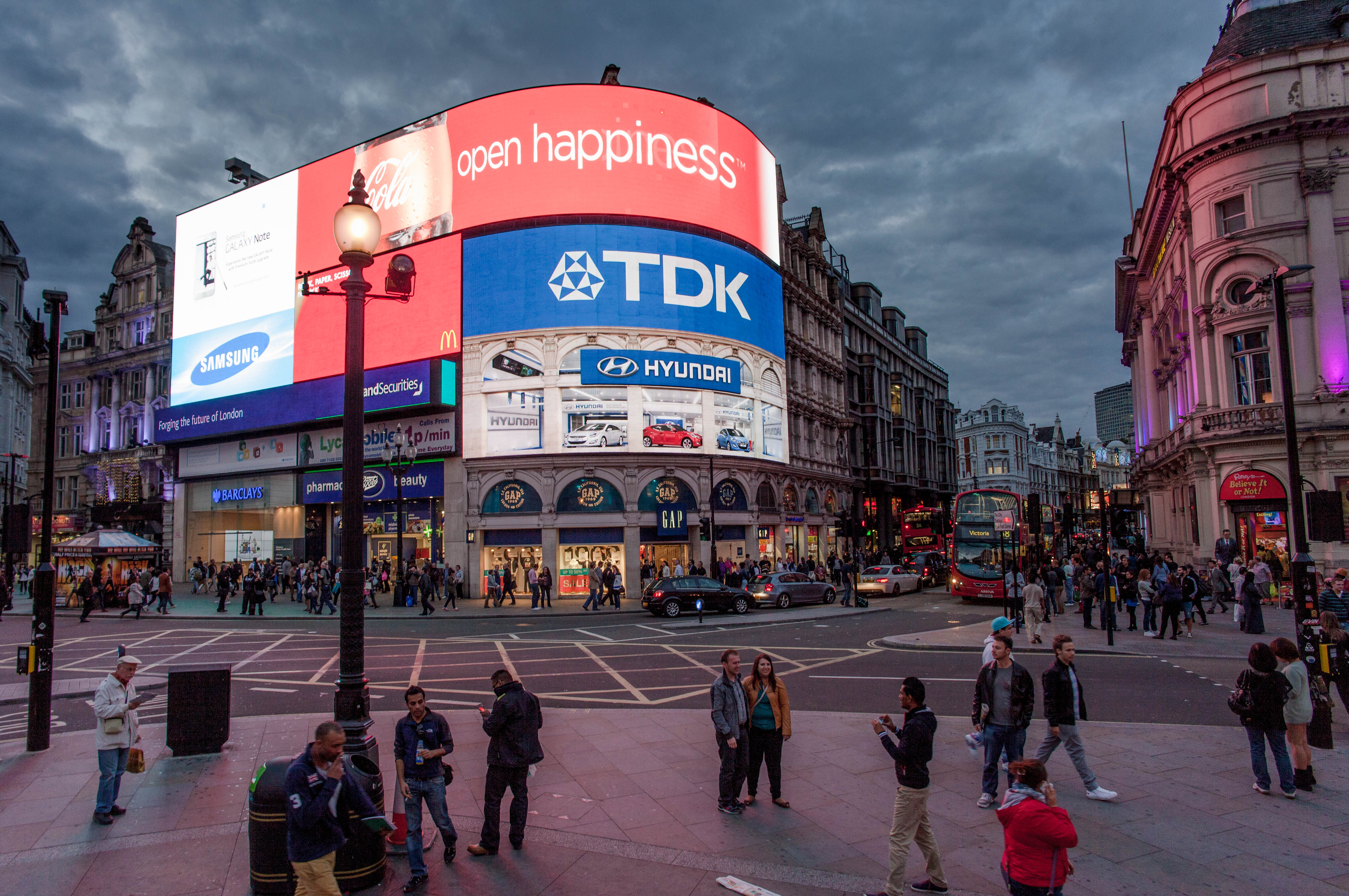
Piccadilly Circus es la mayor plaza animada del centro de Londres.

Dentro de la ciudad de Westminster está el distrito del entretenimiento del West End, que tiene su centro en Leicester Square, el lugar en que se celebran los estrenos cinematográficos en Londres, y Piccadilly Circus, reconocible por sus anuncios luminosos gigantes. Allí están los teatros del West End, cines, bares, clubes y restaurantes, además del distrito de Chinatown en el área del Soho. Justo al este se halla Covent Garden, una zona de tiendas de ropa. La ciudad es el hogar del célebre compositor teatral Andrew Lloyd Webber, cuyos musicales han dominado en los teatros del West End en las últimas décadas del siglo XX. En Londres están el Ballet Real, el English National Ballet, la Royal Opera y la English National Opera, que exhiben sus espectáculos en la Royal Opera House, el London Coliseum, el Teatro de Sadler's Wells y el Royal Albert Hall.

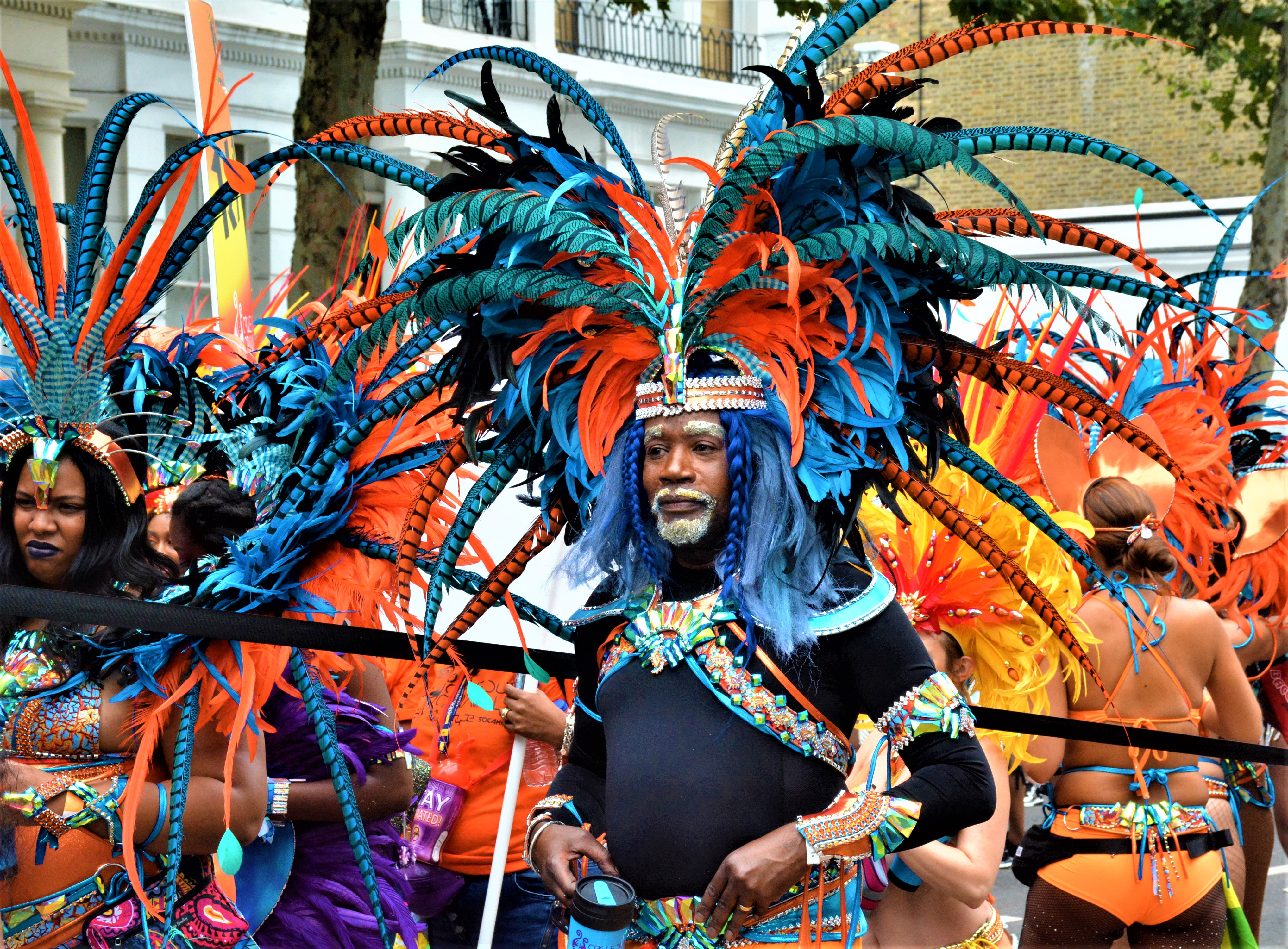
El Carnaval de Notting Hill atrae todos los años a más de un millón de personas.

La Upper Street, una calle de una milla de longitud en el distrito de Islington que se extiende hacia el norte desde The Angel, es la calle con más bares y restaurantes de Reino Unido. La Oxford Street concentra más tiendas que cualquier otra zona de Europa en una calle de 1.6 km de longitud y en ella se encuentran muchos grandes almacenes, entre ellos el pionero de la cadena Selfridges. En Knightsbridge, al suroeste, está el primero de los famosos almacenes Harrods.
En Londres trabajan diseñadores célebres como Vivienne Westwood, John Galliano, Stella McCartney, Jimmy Choo o el español Manolo Blahnik, entre muchos otros, y la ciudad es considerada un centro internacional de la moda junto a París, Milán o Nueva York gracias a sus renombradas escuelas de arte y diseño. Los restaurantes londinenses ofrecen numerosas variedades gastronómicas fruto de la diversidad étnica de la población de la ciudad.
Entre la variedad de eventos anuales cabe destacar el multitudinario Desfile del Día de Año Nuevo, la exhibición de fuegos artificiales desde el London Eye, el multitudinario carnaval de Notting Hill que se celebra en las Bank holiday de agosto, la parada tradicional Lord Mayor's Show, en noviembre, la centenaria celebración del nombramiento del nuevo Lord Mayor of London, que incluye una procesión por las calles de la City, y la ceremonia Trooping the Colour en junio, un desfile militar formal realizado por regimientos de la Commonwealth y del ejército británico durante la celebración del cumpleaños oficial de la reina.

### Literatura, cine y televisión

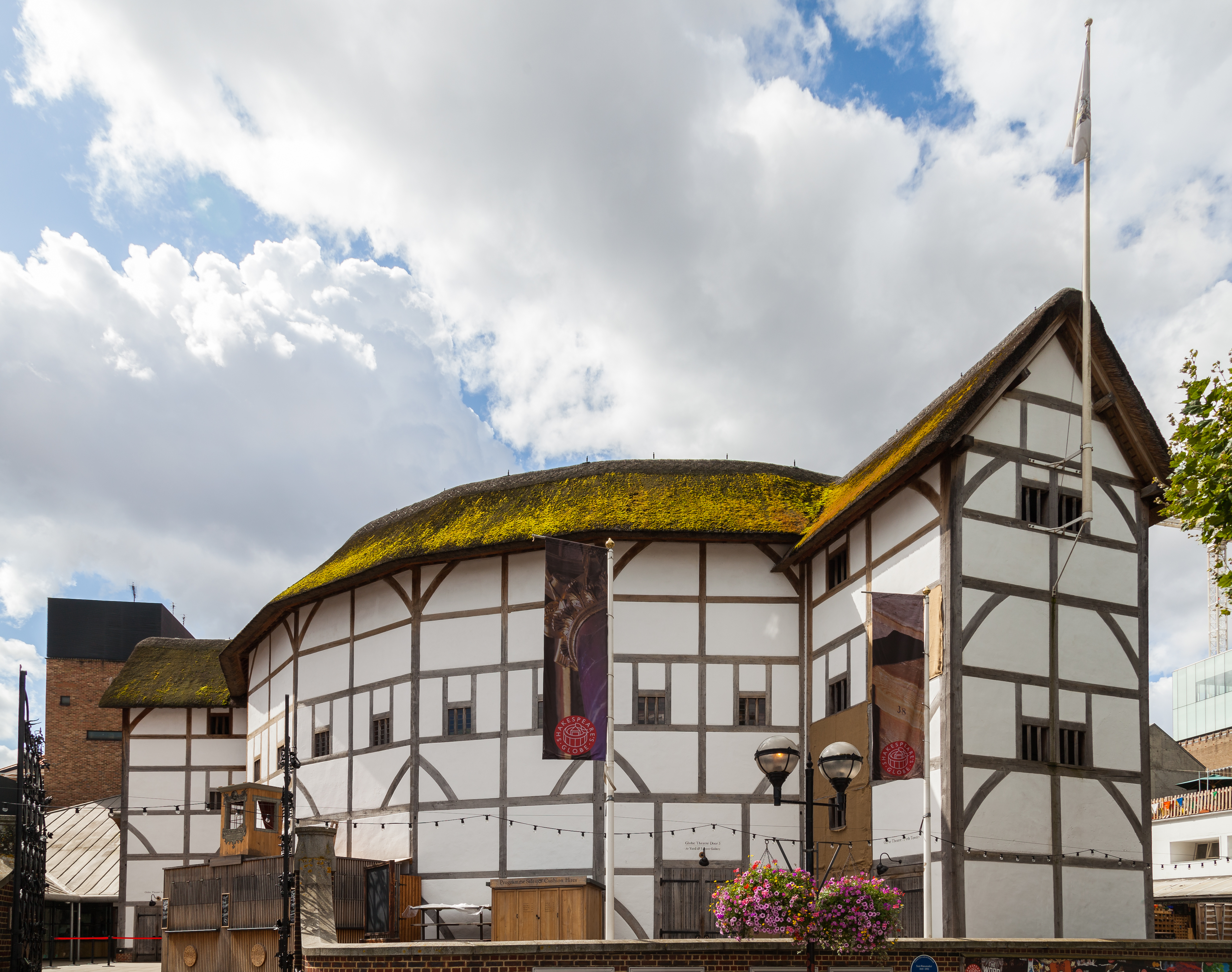
Shakespeare's Globe, reconstrucción moderna del Teatro The Globe, ubicado en la orilla sur del Támesis.

Londres es el escenario de muchas obras literarias. Los centros literarios de la ciudad han sido tradicionalmente Hampstead y, desde inicios del siglo XX, Bloomsbury. Algunos escritores estrechamente relacionados con la ciudad son el diarista Samuel Pepys, autor del interesante relato sobre el Gran Incendio de 1666, Charles Dickens, cuyo retrato literario de una neblinosa, nevada y mugrienta ciudad de calles repletas de barrenderos y carteristas ha calado hondo en la imagen que toda la gente tiene del Londres victoriano, y Virginia Woolf, recordada hoy como una de las principales figuras del modernismo literario anglosajón del siglo XX.

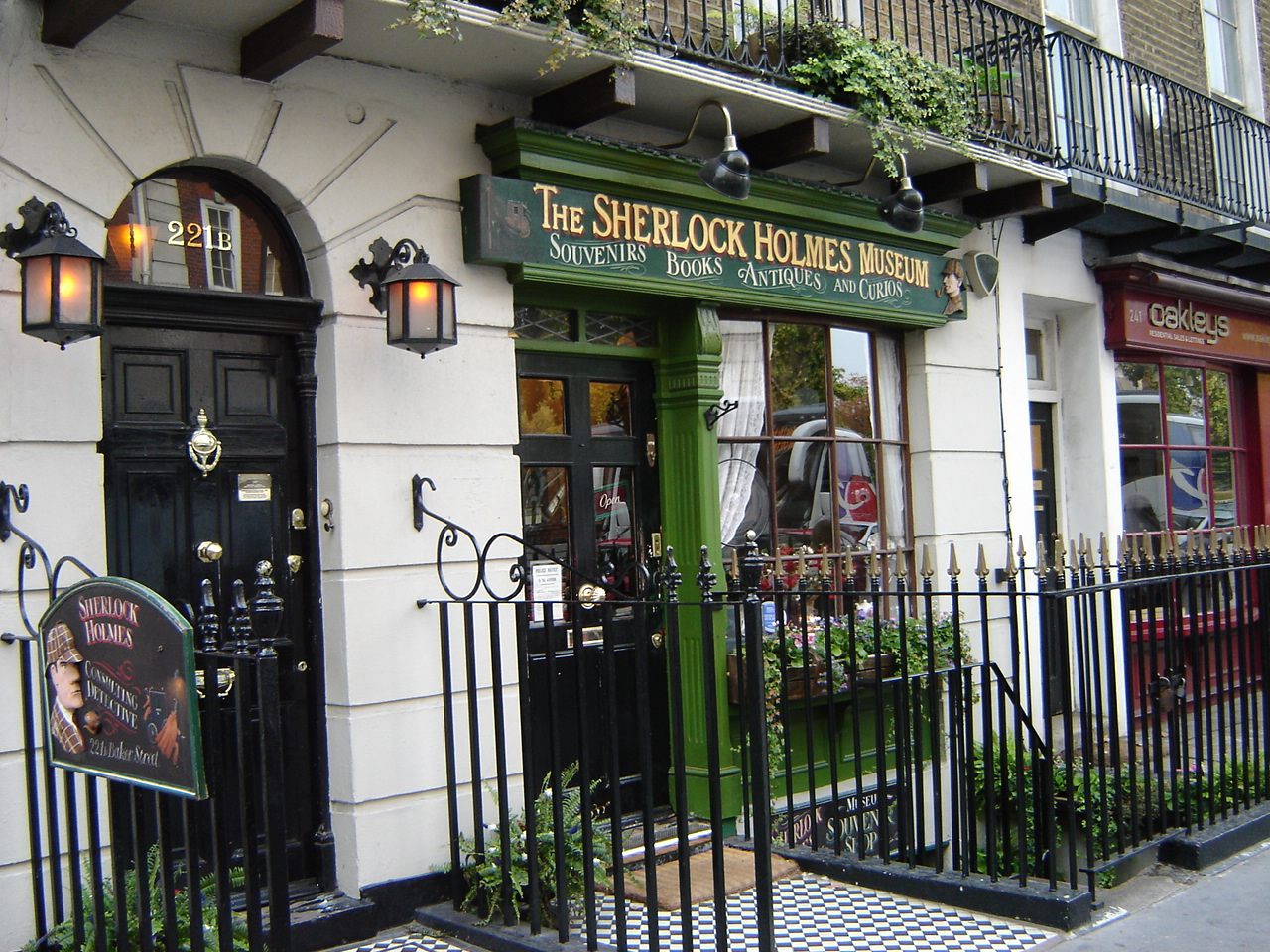
Museo Sherlock Holmes, en 221B Baker Street, Londres.

Los peregrinos de Los cuentos de Canterbury de Geoffrey Chaucer, de finales del siglo XIV, parten hacia Canterbury desde Londres. William Shakespeare pasó una gran parte de su vida trabajando en Londres, su contemporáneo Ben Jonson también vivió en la ciudad y su comedia El Alquimista está ambientada en la capital inglesa. El Diario del año de la peste, de Daniel Defoe, es una novelización de los sucesos de la epidemia de peste de 1665. Otras representaciones importantes de Londres en la literatura son las historias del detective Sherlock Holmes escritas por Arthur Conan Doyle. Algunos escritores modernos muy influidos por la ciudad son Peter Ackroyd, autor de una «biografía» de Londres, e Iain Sinclair, escritor del género de la psicogeografía.
Londres también ha dejado huella en la industria del cine. En la ciudad se hallan los Estudios Ealing y en el Soho existe una importante comunidad que trabaja en los efectos especiales y la posproducción cinematográfica. La productora de cine Working Title Films tiene su sede en la capital. Además, Londres ha sido escenario de películas como Oliver Twist (1948), Peter Pan (1953), El quinteto de la muerte (1955), 101 Dalmatians (1961), Mary Poppins (1964), Blow-Up (1966), The Long Good Friday (1980), Secretos y mentiras (1996), Notting Hill (1999), Match Point (2005), V for Vendetta (2005) y Sweeney Todd (2008). El mundo de la televisión también está muy presente con estudios como el BBC Television Centre, The Fountain Studios o The London Studios. Muchos programas de televisión se han filmado en Londres, caso de la telenovela EastEnders, emitida por la cadena BBC desde 1985.

### Museos y galerías de arte

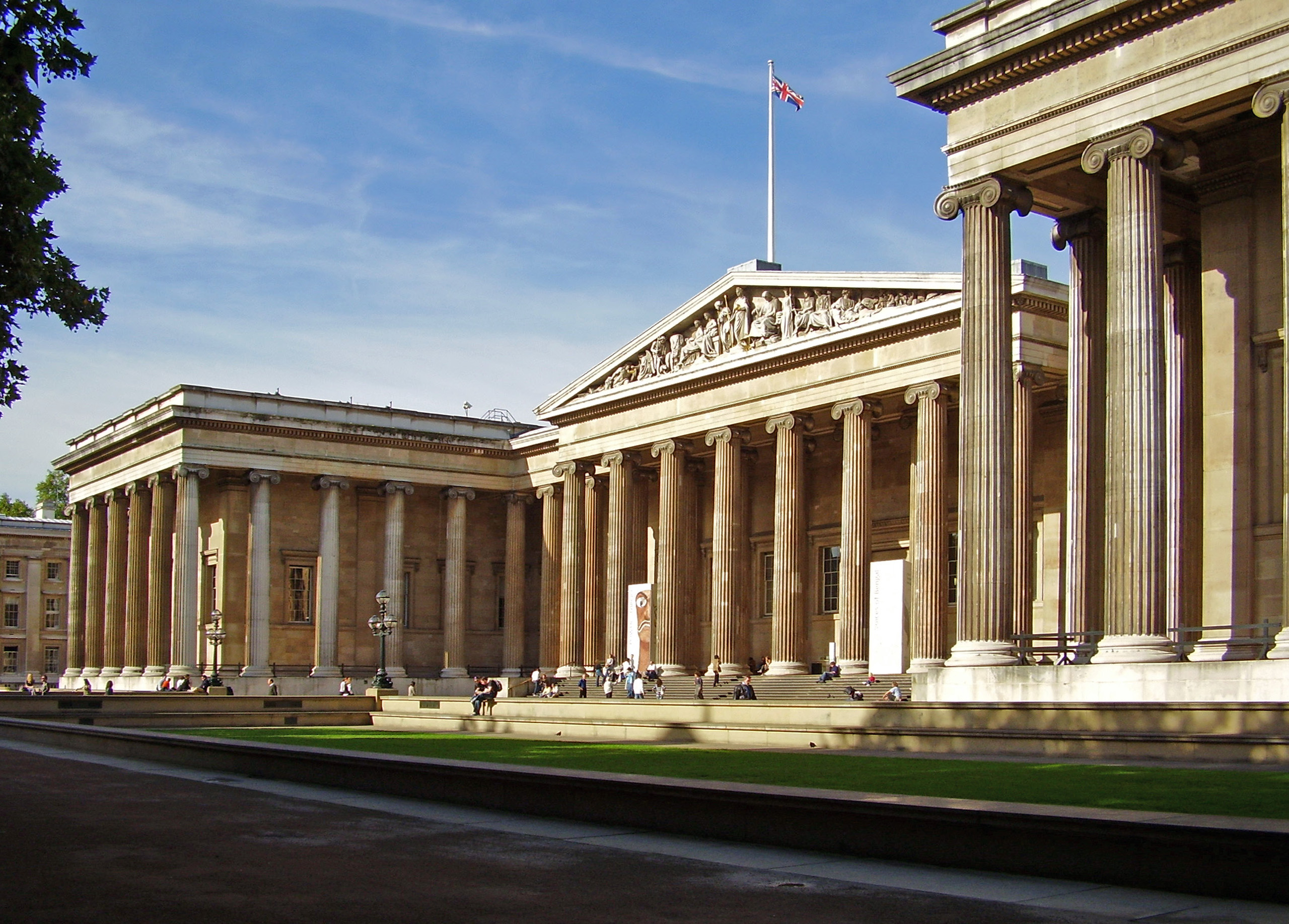
El Museo Británico.

En Londres hay muchos museos, galerías y otras instituciones culturales, algunos de los cuales son grandes atracciones turísticas además de cumplir con un papel investigador. El primero fundado fue el Museo Británico, en Bloomsbury, en el año 1753. Este museo contuvo en un principio antigüedades, especímenes de historia natural y la biblioteca nacional, pero en la actualidad tiene unos fondos con siete millones de piezas de todo el mundo. En 1824 se fundó la National Gallery para albergar la colección nacional británica de pintura occidental, una institución que hoy ocupa un lugar preeminente en Trafalgar Square. En la segunda mitad del siglo XIX se creó Albertopolis, en South Kensington, un área salpicada de instituciones culturales y científicas, entre ellas tres grandes museos nacionales británicos: el Museo de Victoria y Alberto, el Museo de Historia Natural y el Museo de Ciencias. La galería nacional de arte británico se expone en la Tate Britain, creada en 1897 como anexo de la National Gallery. La Tate Gallery, como era conocida antes, también se convirtió en un importante museo de arte contemporáneo y en el año 2000 su colección fue trasladada a la Tate Modern, una nueva galería de arte situada en la reformada central de energía de Bankside.

### Música

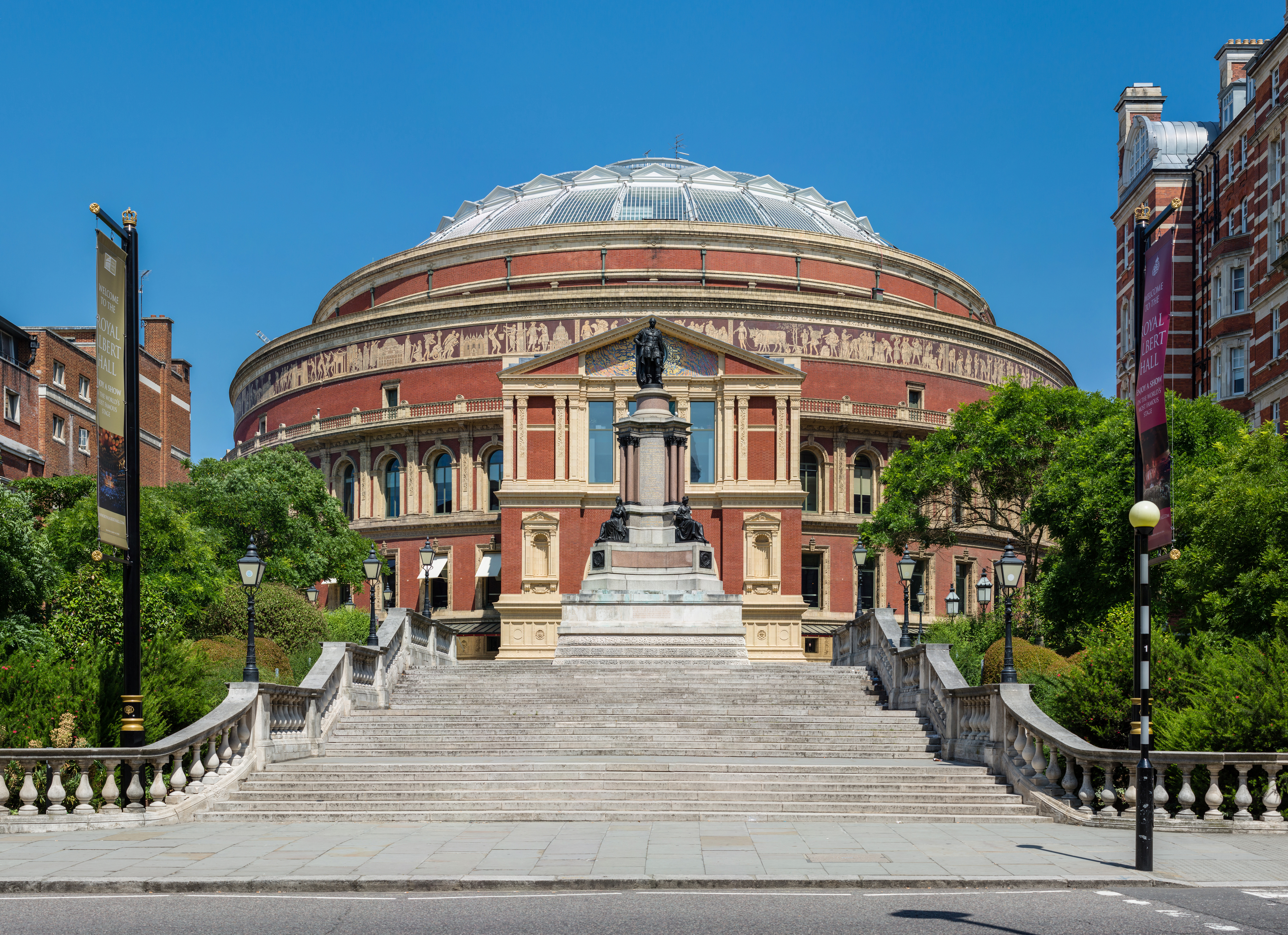
En el Royal Albert Hall se celebran todo tipo de eventos musicales.

Londres es una de las capitales mundiales de la música clásica y popular y sede de grandes sellos discográficos, como EMI, así como hogar de incontables grupos de música, músicos y profesionales de la industria. En la ciudad hay también varias orquestas y salas de conciertos, como el Barbican Centre (base de la Orquesta Sinfónica de Londres), Cadogan Hall (Orquesta Filarmónica Real) y el Royal Albert Hall (los Proms). Los dos teatros principales de ópera son la Royal Opera House y el London Coliseum. Por supuesto, en la ciudad existen numerosos conservatorios de música: la Royal Academy of Music, el Royal College of Music, la Guildhall School of Music and Drama y el Trinity Laban Conservatoire of Music and Dance.

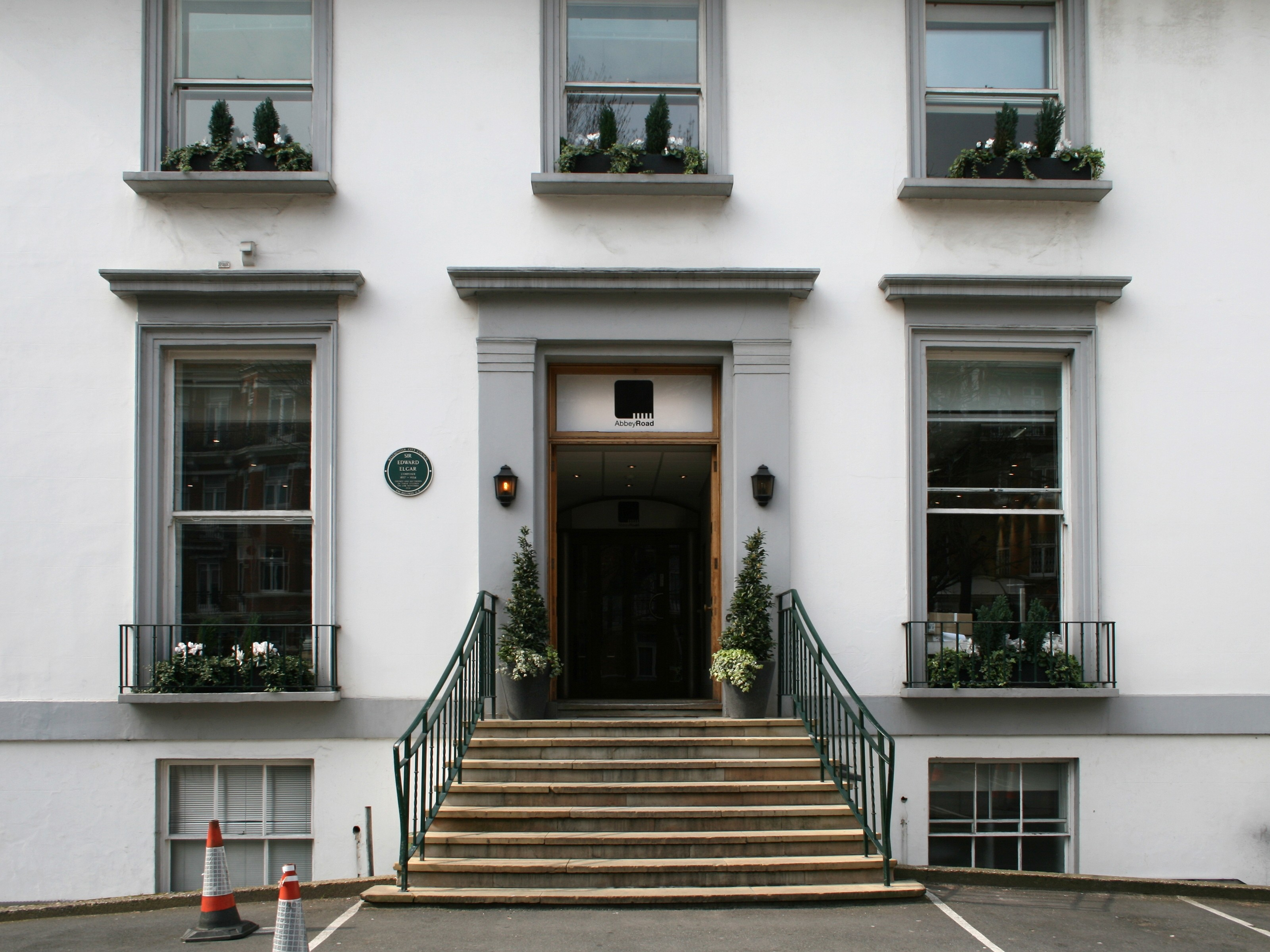
Los Abbey Road Studios en el n.º 3 de la calle Abbey Road, Ciudad de Westminster, Londres.

En la ciudad hay gran cantidad de lugares para conciertos de música rock y pop, entre ellos grandes estadios como Earls Court, Wembley Arena y O2 Arena, y locales de tamaño mediano como Brixton Academy, Hammersmith Apollo y Shepherds Bush Empire. En la capital se celebran varios festivales de música, entre ellos el Wireless Festival. Londres es el hogar del primer y original Hard Rock Café y de los famosos Abbey Road Studios en que The Beatles grabaron varios de sus más grandes éxitos. En los años 1970 y 1980 saltaron desde las calles de Londres músicos y grupos que triunfaron en todo el mundo como Elton John, David Bowie, Queen, Pink Floyd, King Crimson, Elvis Costello, Yes, T.Rex, Cat Stevens, Ian Dury and the Blockheads, The Kinks, The Rolling Stones, The Who, Electric Light Orchestra, Madness, The Jam, The Small Faces, Led Zeppelin, Iron Maiden, Motörhead, Fleetwood Mac, The Outfield, The Police, The Cure, Cream, Phil Collins y Sade.
Londres también fue importante en el desarrollo de la música punk con figuras que vivieron y trabajaron en ella como Sex Pistols, The Clash y Vivienne Westwood. Más recientemente han emergido de la escena musical londinense George Michael, Bananarama, Ultravox Bush, Seal, Pet Shop Boys, Siouxsie And The Banshees, las Spice Girls, Jamiroquai, Blur, The Prodigy, Gorillaz, McFly, The Libertines, Babyshambles, Bloc Party, Florence and the Machine, Mumford & Sons, Coldplay, Amy Winehouse, Adele, One Direction, Dua Lipa y Little Mix. En Londres también se han desarrollado géneros musicales como UK garage, drum and bass, dubstep o grime a partir de otros estilos foráneos como el reggae o el hip hop.

## Deportes

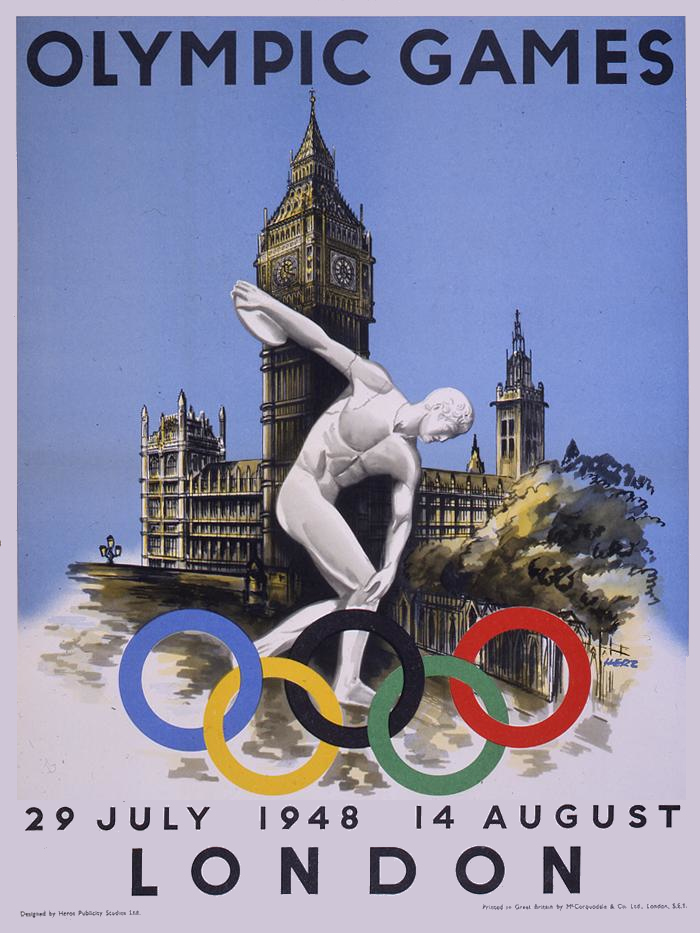
Cartel de los Juegos Olímpicos de Londres 1948.

Londres ha organizado tres Juegos Olímpicos de Verano, en los años 1908, 1948 y 2012, y es por ello la ciudad que más ediciones olímpicas ha albergado en la era moderna. En el año 1934 la capital organizó los Juegos del Imperio británico y albergó el Campeonato Mundial de Atletismo de 2017.
El deporte más popular en Londres es el fútbol y la ciudad cuenta con catorce equipos en la Football League inglesa, siete de ellos en la Premier League: Arsenal, Brentford, Chelsea, Crystal Palace, Tottenham Hotspur, West Ham United y Fulham Football Club. En mayo de 2012 el Chelsea se convirtió en el primer club de fútbol londinense en ganar la Liga de Campeones de la UEFA.
En la capital británica existen cinco equipos de rugby union que compiten en la máxima competición de este deporte en Inglaterra, la Aviva Premiership: London Irish, Saracens, London Wasps, London Welsh y Harlequins FC, aunque solo los Harlequins y los Saracens juegan en la ciudad, el resto juegan en la actualidad fuera del Gran Londres. El otro equipo de rugby union profesional de la ciudad es el London Scottish F.C., que compite en el RFU Championship y disputa en Londres los partidos que juega en casa. Además la ciudad tiene otros clubes tradicionales de rugby union como Richmond F.C., Rosslyn Park F.C., Westcombe Park R.F.C. y Blackheath F.C.. El rugby league también tiene representación en Londres con tres equipos: London Broncos, London Skolars y el semi profesional Hemel Stags.

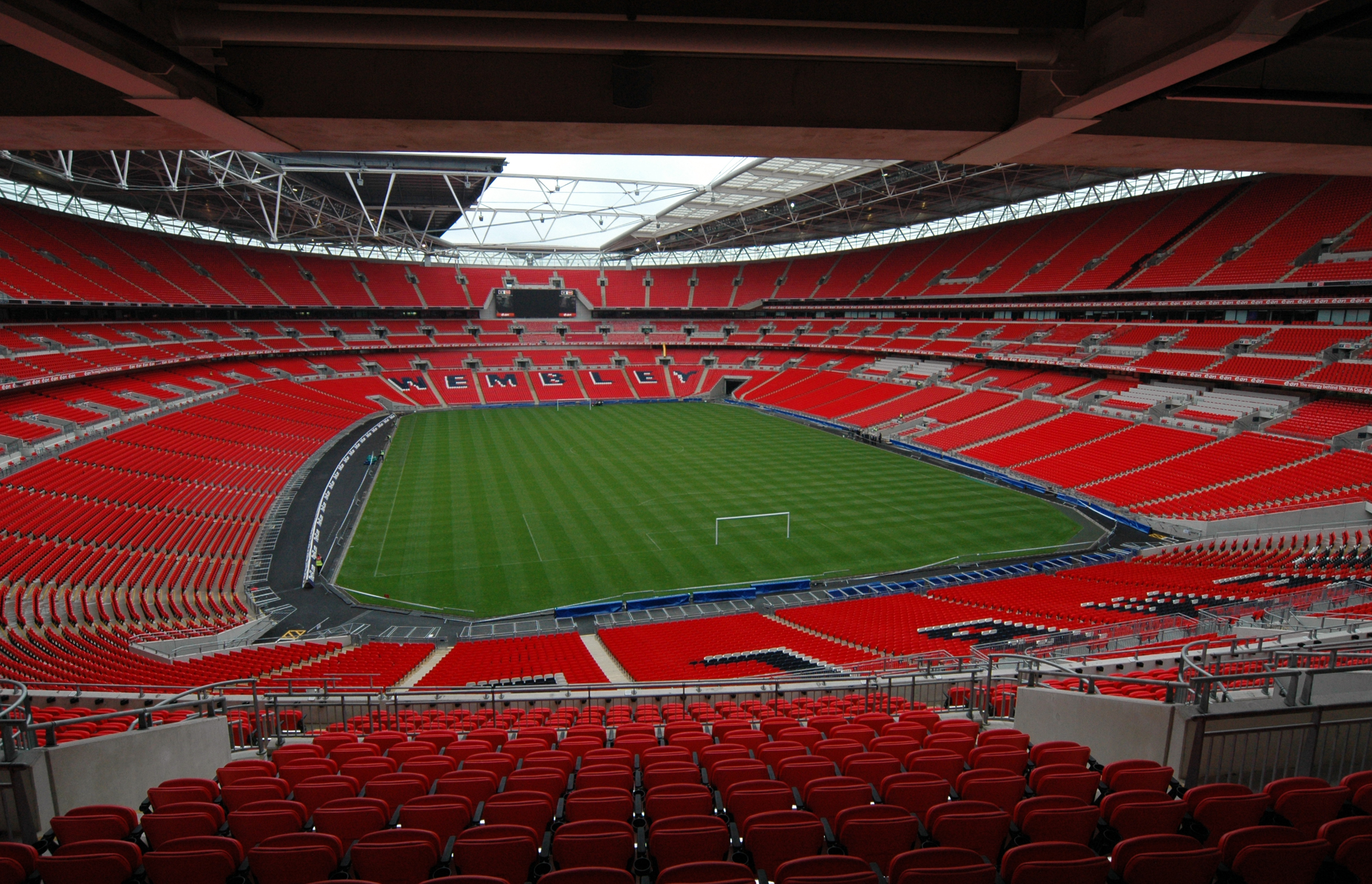
El nuevo Estadio de Wembley, en Londres, tiene capacidad para 90 000 espectadores y es el más grande de Reino Unido.

Desde 1924 el antiguo estadio de Wembley de Londres fue el campo en el que jugaba la selección de fútbol de Inglaterra. Fue también la sede de las finales de la FA Cup de fútbol y de la Challenge Cup de rugby league. El nuevo estadio de Wembley, que tiene capacidad para noventa mil personas, cumple exactamente el mismo propósito que el antiguo. El estadio de Twickenham, situado al suroeste de la ciudad y con aforo para 84 000 personas, es el estadio nacional de rugby union.
El críquet en la capital británica tiene dos campos de test críquet: Lord's, que ha albergado cuatro finales de la Copa Mundial de Críquet y es el campo del equipo Middlesex C.C.C., y The Oval, donde juega el Surrey C.C.C. Una de las competiciones deportivas anuales más famosas que tienen lugar en Londres es el torneo de tenis de Wimbledon, que se celebra en el All England Club, al suroeste de la ciudad en el suburbio de Wimbledon. Otros eventos deportivos anuales destacados son la multitudinaria maratón de Londres, en la que suelen correr más de 35 000 personas, y la mundialmente famosa regata Oxford-Cambridge en el tramo del río Támesis que discurre entre Putney y Mortlake. Todos los meses de julio, la ciudad acogé el final de la RideLondon-Surrey Classic, carrera ciclista de categoría UCI World Tour. En el área metropolitana de Londres existen varios campos de golf reconocidos internacionalmente como el Wentworth Club y el Sunningdale Golf Club.
| Predecesor: San Luis Berlín Pekín | Ciudad Olímpica 1908 1948 2012 | Sucesor: Estocolmo Helsinki Río de Janeiro |
| Predecesor: Hamilton              | Ciudad de la Mancomunidad 1934 | Sucesor: Sídney                            |